# 宇通客車
宇通客车股份有限公司（上交所：600066），前身为郑州客车厂，是一家集客车产品研发、制造与销售为一体的大型现代化制造企业，连续多年产销量稳居中国第一；全球占有率近13%，已成为国际客车主流供应商之一。位于郑州东区国际物流园区的宇通客车新能源厂区占地2000余亩，建筑面积达60万平方米，具备年产30000台的生产能力，为中国客车行业最为先进、世界规模最大的新能源客车基地之一。

## 历史
1963年3月，以郑州轻工机械厂为基础的“河南省交通厅郑州汽车修配厂”成立，担负起全省客车修理和部分汽车配件的生产任务。同年12月，郑州汽车修配厂成功试车了河南省首辆长途客车——JT660。
1968年，郑州汽车修配厂更名为“郑州客车修配厂” ，同年推出JT680型长途大客车。
1985年7月，郑州客车修配厂入选全国14家大客车生产骨干企业。两个月后正式更名为“郑州客车厂”，开始实行厂长负责制。
1987年，郑州客车厂成立了“客车技术研究所” 。
1991年自主开发的ZK6980系列客车一炮而红，尤其是该系列的ZK6980W卧铺客车深受市场青睐，被国家贸易部技术开发中心推荐为"中国名牌"产品。
1993年，经过股份制改造后，郑州客车厂改组为“郑州宇通客车股份有限公司”。
1995年，宇通技改工程全面竣工，年生产能力达到2000辆。
1997年宇通客车在上海证券交易所上市，成为中国大客车企业第一家上市公司，开始启用宇通商标（之前品牌名称是“郑州”）。之后投资4亿元，建成亚洲规模最大、工艺技术先进的客车生产基地。
2000年4月，宇通设立了国内客车行业首家博士后科研流动工作站，并与德国MAN公司合作成立猛狮客车有限公司。
2004年2月，宇通企业集团成立。当年宇通集团总收入超过74亿元，客车销售1.8万多台（其中公交车销售3000多台）、收入55亿元，市场占有率达22%。
2007年出口3319辆各类客车，同比增长84%。
2015年，宇通推出T7系列中型客车，该车型被定位为中高端公商务客车，面世当年便开始用于党和国家领导人专车。
2018年，在郑州、长沙、乌鲁木齐、成都、武汉、上海、广州等城市独资建立了13家服务中心站。

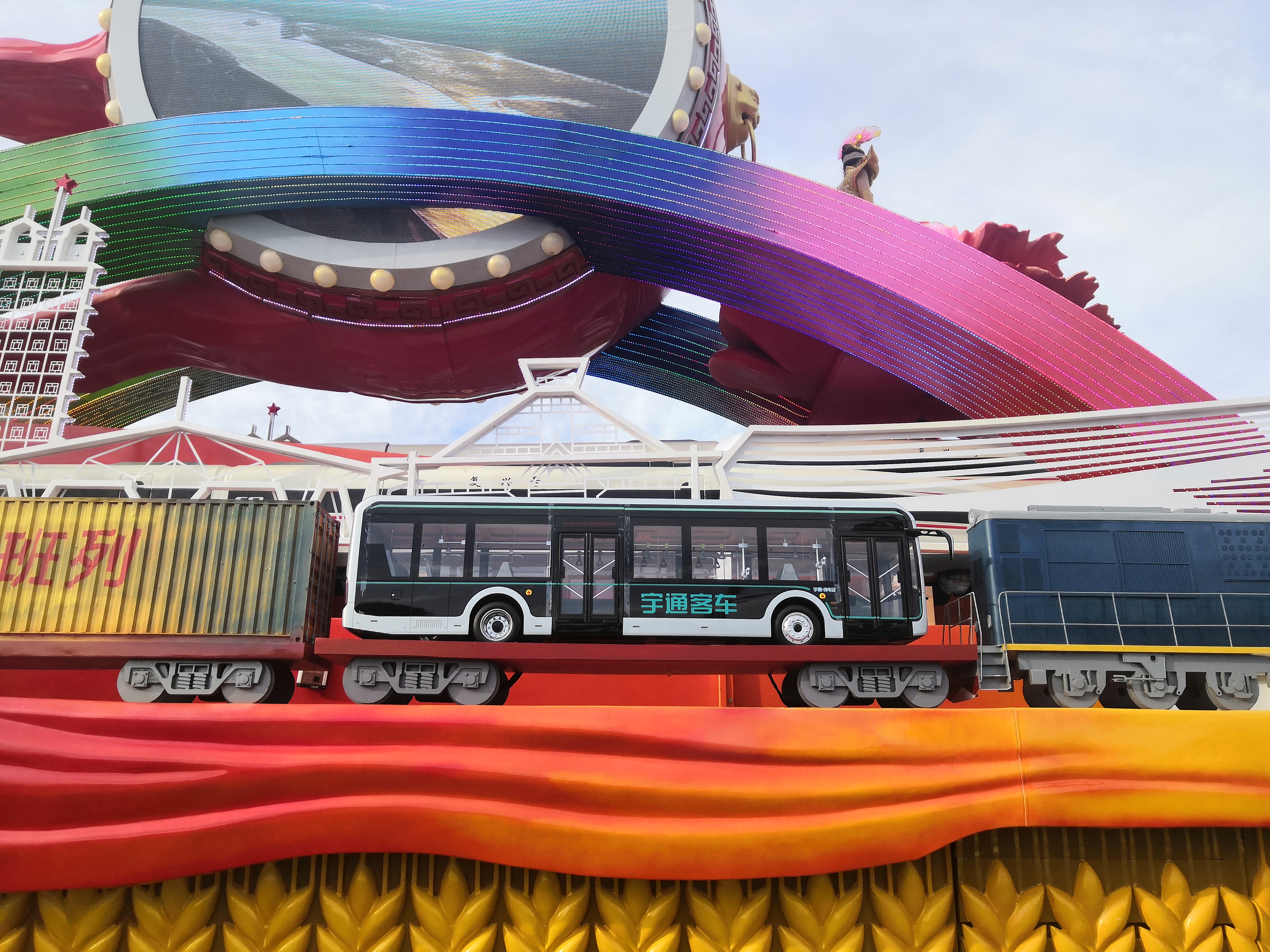
在庆祝中华人民共和国成立70周年群众游行上“出彩中原”河南彩车上的“郑州宇通”。

2019年5月，宇通自主研发的L4级自动驾驶巴士在郑州智慧岛开放公交线路落地试运行，并正式推出5G智能公交系统解决方案。
2019年8月，宇通发布E系列、U系列新造型智慧公交，发布高端公交标准。
2019年10月宇通在世界客车博览会（Busworld）上面向全球正式发布品牌主张——”宇通，为美好出行”。
2019年 郑州宇通客车股份有限公司《中厚板及难焊材料激光焊接与复杂曲面曲线激光切割技术及装备》项目荣获国家科技进步二等奖。这是宇通继荣获2015年度国家科学技术进步二等奖后，时隔四年再次斩获国家级殊荣，成为行业唯一两次获得国家科技进步奖的企业。
2020年 宇通L3级智能驾驶、L4级自动驾驶公交在郑州金融岛商业运营 ，9月发布”城市级”智慧出行解决方案——WITGO智慧出行品牌，携手华为、阿里共建智慧城市，打造全国首个5G智慧出行系统。
2021年 氢燃料电池客车在郑州、张家口、北京等多地已实现批量商业化运营，累计行驶里程超2730万公里。
2021年5月16日，宇通客车已完成公司名称变更，公司名称由“郑州宇通客车股份有限公司”变更为“宇通客车股份有限公司”，英文名称由“ZHENGZHOU YUTONG BUS CO.,LTD.”变更为“YUTONG BUS CO.,LTD.”。
2021年 截至2021年，宇通批量出口40多个国家和地区，覆盖欧洲、美洲、非洲、亚太、中东、独联体等六大区域。已累计出口8万辆，全球累计销售新能源客车超16万辆。宇通大中型客车国内市场占有率达38.2%，连续20年国内第一，全球占有率超10%，连续11年全球第一。

## 荣誉
- 2008年，获科技部、国资委和中华全国总工会首批“创新型企业”称号，为客车行业唯一入围企业
- 2011年，获世界客车联盟全球年度客车制造商大奖
- 2011年，被国家统计局授予中国行业“十强”企业
- 2012年，在世界客车联盟亚洲博览会获得“年度最佳客车/校车制造商奖”、“最佳校车安全奖”等4项大奖
- 2013年，被工信部、财政部认定为“国家技术创新示范企业”
- 2015年，《财富》中国500强第207位
- 2015年，世界品牌实验室评选“中国最具价值500强”第117名，品牌价值217.65亿元
- 2016年，获2015年度国家科技进步二等奖，为中国新能源汽车领域唯一获奖的整车企业
- 2018年，获国内工业领域最高奖项——第五届“中国工业大奖”
- 2019年，中国战略性新兴产业领军企业百强榜第44位
- 2020年，再次获得2019年度国家科技进步二等奖，成为唯一两度获此殊荣的客车企业[6]。
- 2021年11月，凭借”车联网数字化车队管理系统”的优异表现，宇通客车一举荣获”2021年红点品牌与传达设计大奖”。
- 2022年1月28日，国家发展改革委等部门关于印发2021年新认定及全部国家企业技术中心名单的通知显示：该企业技术中心具有国家企业技术中心资格。

## 出口

### 西班牙
宇通ZK6140BD机场摆渡车采用业内领先的设计理念和先进制造工艺，以及十余年在机场摆渡车领域的技术研发积累，让宇通客车赢得了西班牙用户的高度信赖。

### 沙特
宇通纯电动客车-ZK6772BEV，在沙特KAUST大学投入运营，以服务于校园内部通勤使用。此台车成为沙特境内首台正式投入运营的纯电动巴士。
沙特首辆电动公交车在吉达正式运营，基于宇通新能源可靠、高效的运营表现，沙特真正开始了纯电动客车的应用进程。

### 挪威
102辆宇通纯电动客车交付挪威，为挪威打造体验更佳的绿色出行服务，助力挪威减碳目标的达成。

### 卡塔尔
2022年卡塔尔世界杯期间，888辆宇通纯电动客车穿梭于各个场馆、地铁站、市区主要道路上，负责组委会相关工作人员、记者、官员等公共通勤运输。作为石油和天然气资源非常丰富的国家，卡塔尔首次在世界杯赛事服务用车上引入新能源客车。这也是国际大型体育赛事中首次大批量引入中国新能源客车，宇通开启了国际大型赛事活动交通服务保障用车新能源化的新篇章。
2020年，中国宇通公司生产用车成功中标卡塔尔世界杯服务用车项目，加上后续订单，卡方从中国进口了1500台客车，其中包括888台纯电动客车。

### 乌兹别克斯坦
截止到2022年，宇通已向乌兹别克斯坦出口近500台客车，占中国出口该国客车数量50%以上。
2018年宇通中标乌兹别克斯坦168辆ZK6122H9订单项目，成为了该国最大批量的采购订单。
2022年2月，20辆宇通ZK6126BEVG纯电动客车交付乌兹别克斯坦，助力乌兹别克公共交通迈出电动化第一步。
2022年9月，40辆宇通T7客车顺利完成了撒马尔罕上合峰会的交通服务保障工作。

## 車型
- 宇通E12
- 宇通E10
- 宇通E8
- 宇通E7
- 宇通E6
- 宇通H12
- 宇通H10
- 宇通T7

### 臺灣
- ZK6118HGA
- ZK6122HP
- ZK6128HG
- ZK6128HGA
- ZK6128HGE
- ZK6129HC
- ZK6140BD
- ZK6180HG
- ZK6858H
- ZK6739DX

### 澳門

#### 澳巴
- ZK6770HG
- ZK6902HG
- ZK6118HGE
- ZK6128HGE
- ZK6115HG1
- ZK6128HNGE
- ZK6105HG
- ZK6125HNG
- ZK6986HG

#### 新福利
- ZK6128HG
- ZK6180HGH
- ZK6116HG
- ZK6116SHEVPG

## 图库

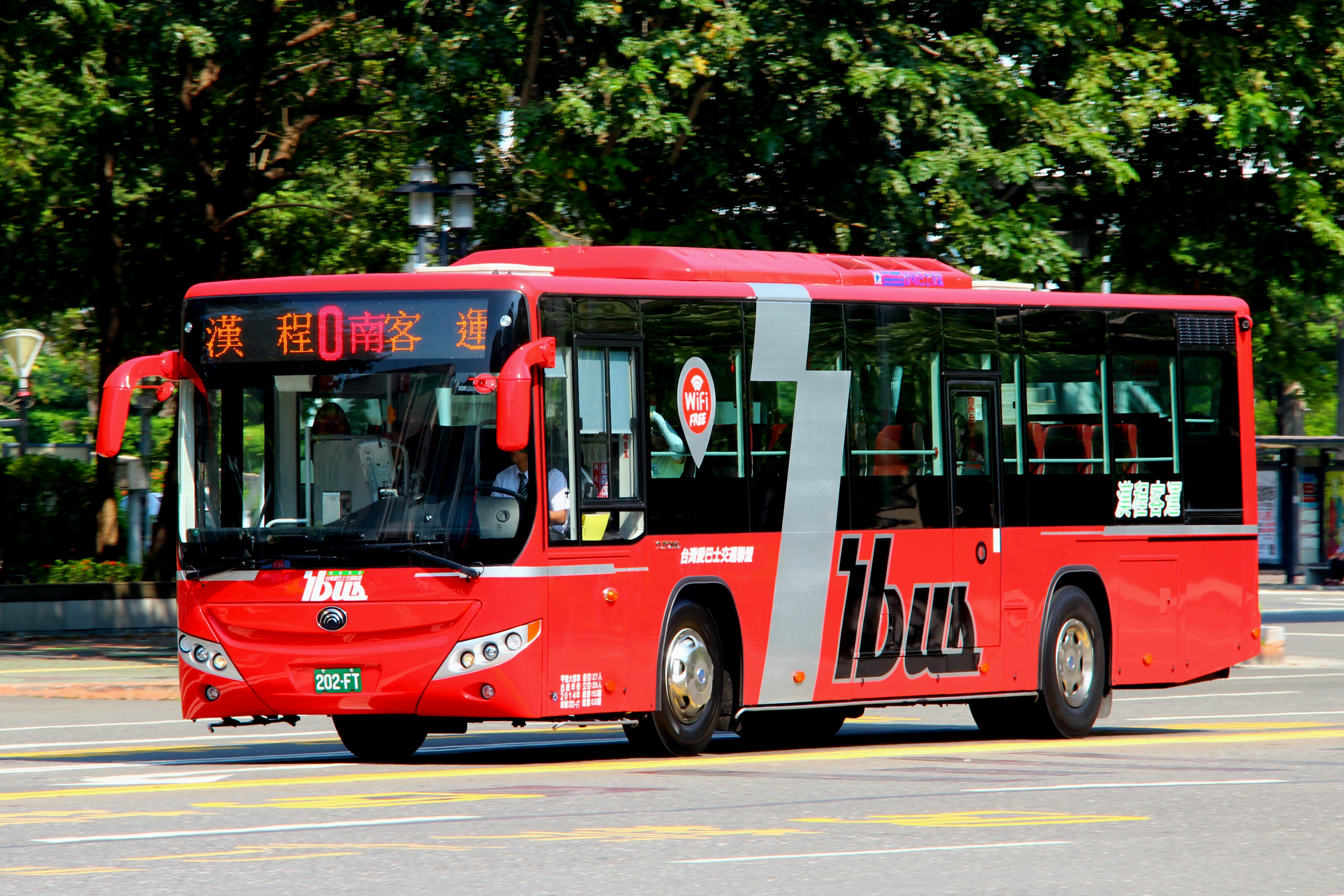
臺灣的宇通ZK6118HGA
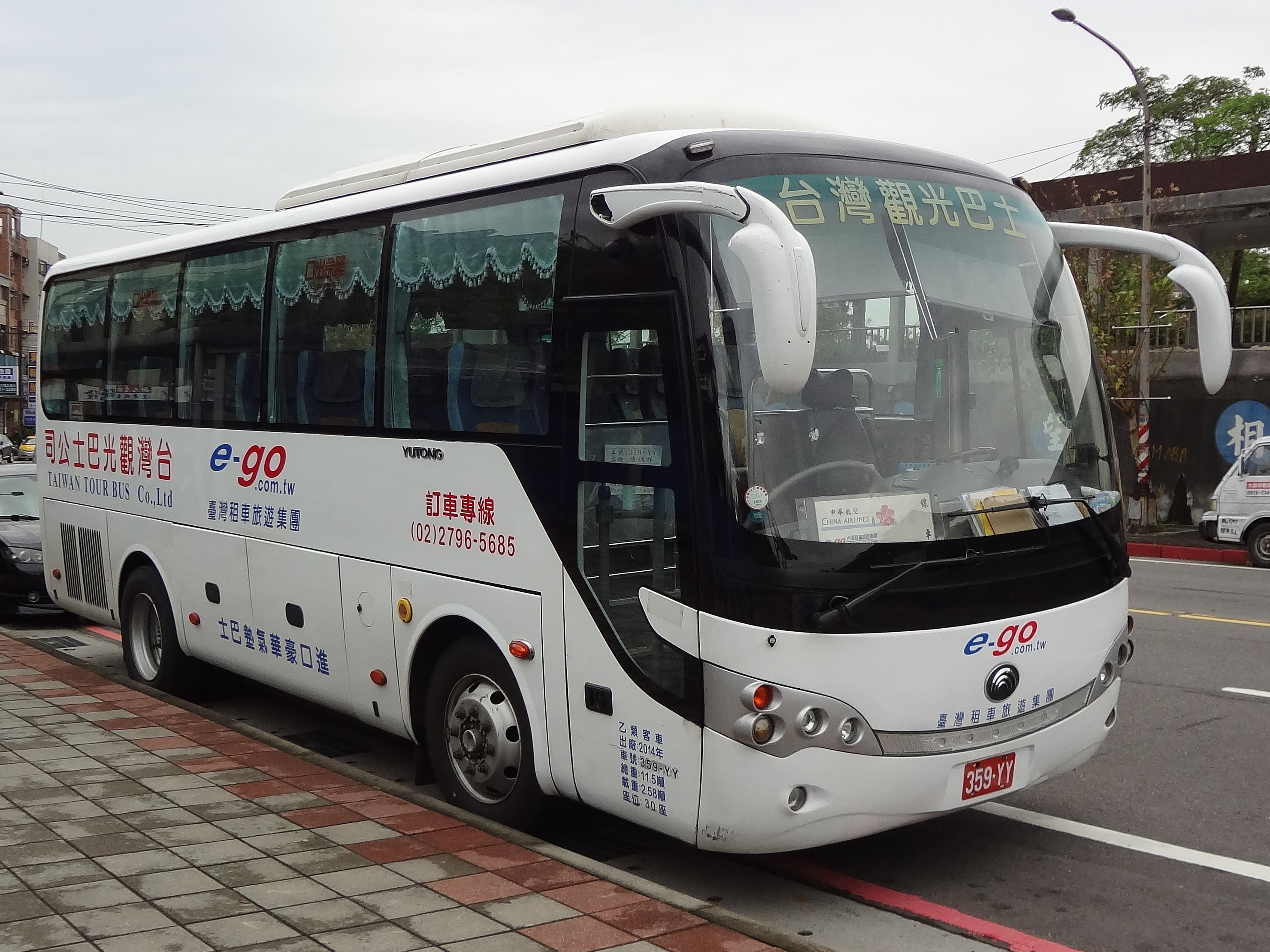
宇通ZK6858H
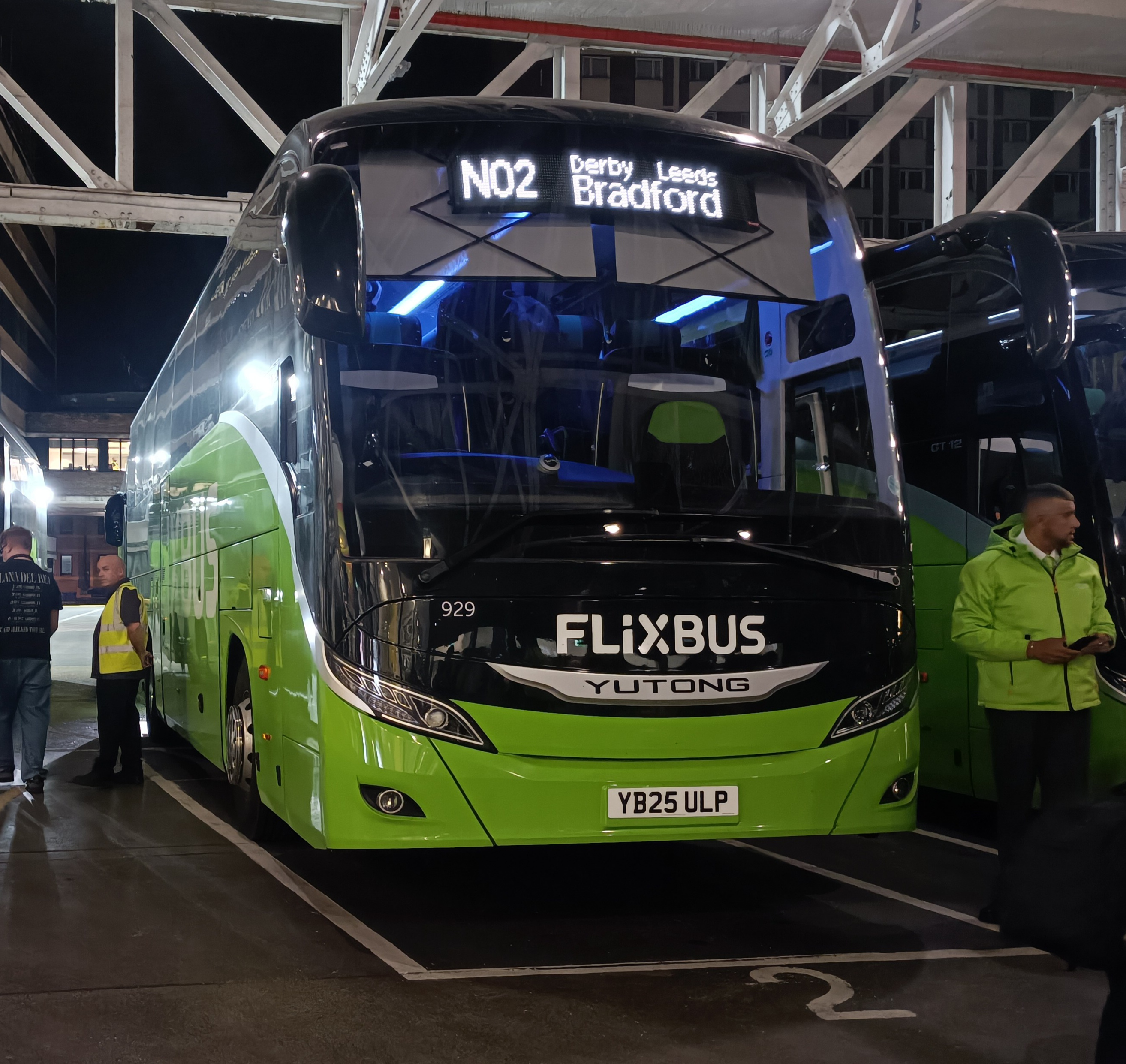
英國的宇通GT12
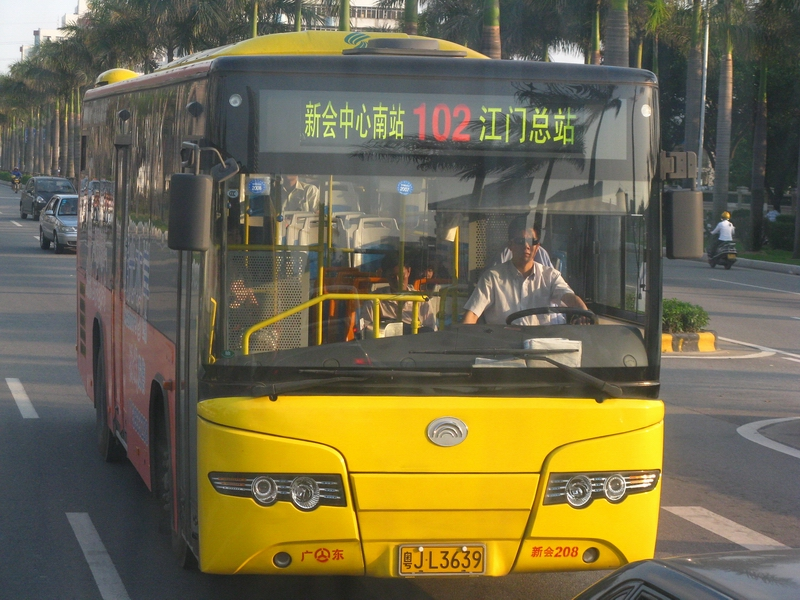
广东新会的宇通客车
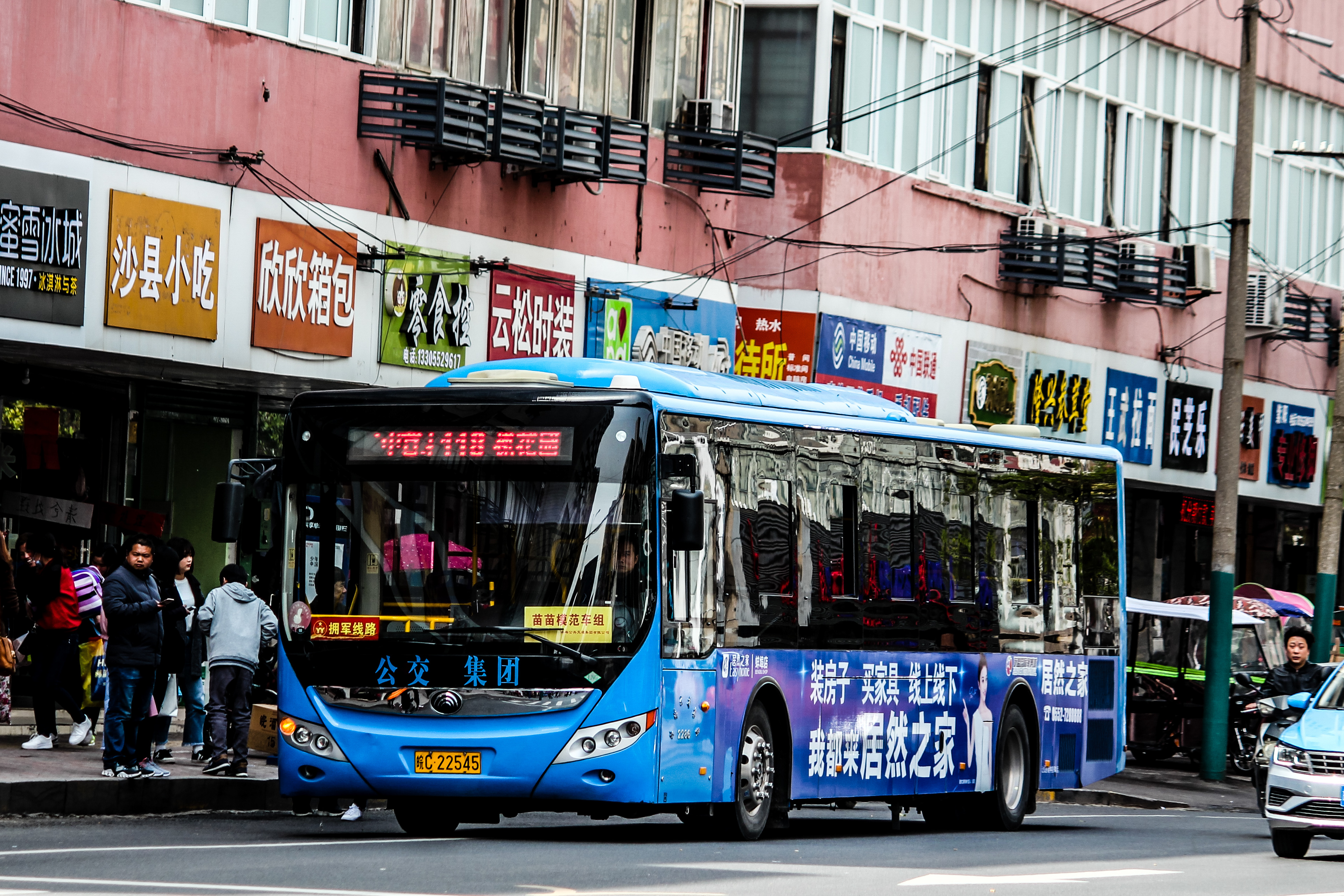
安徽蚌埠的宇通客车
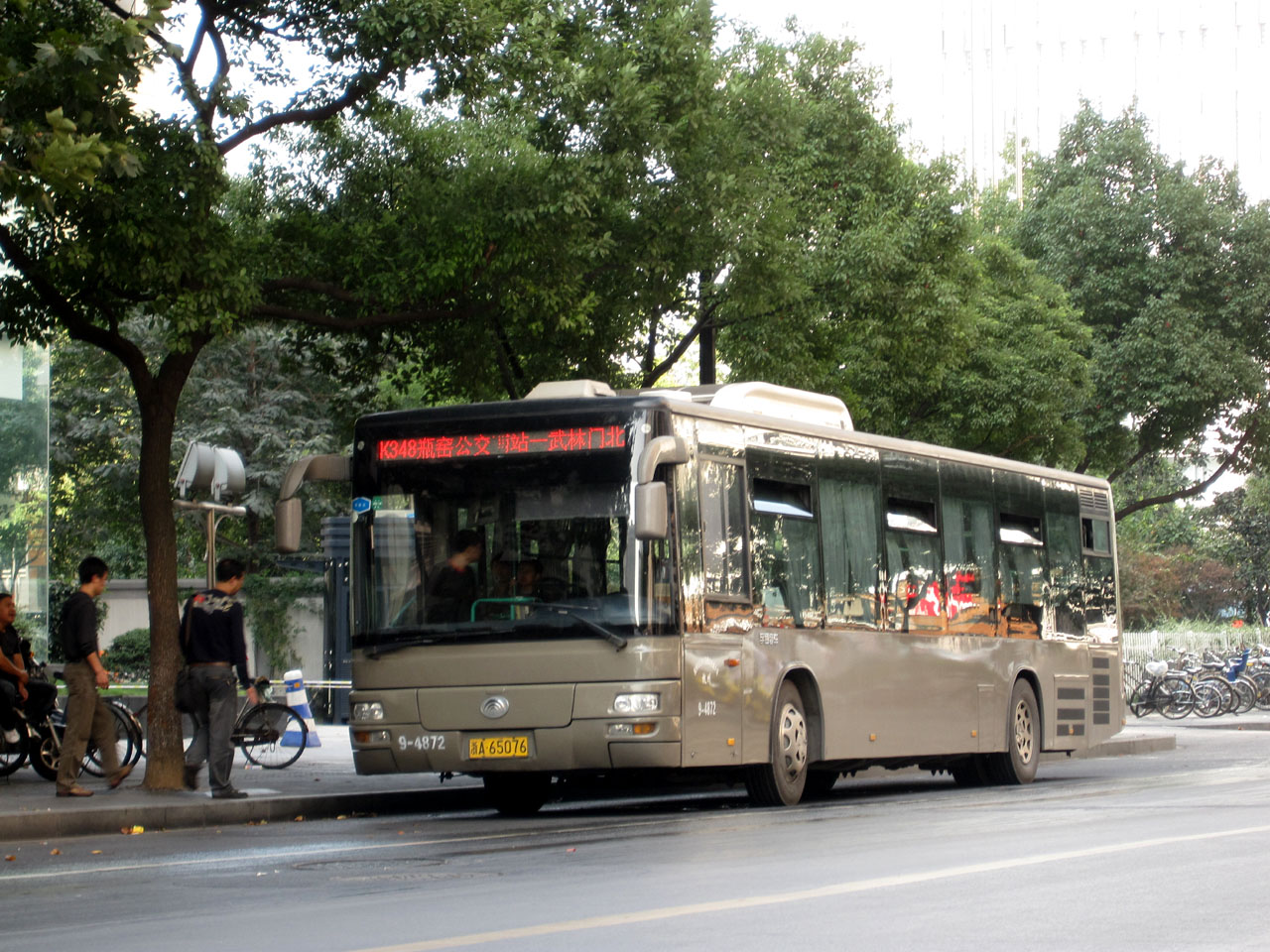
浙江杭州的宇通客车
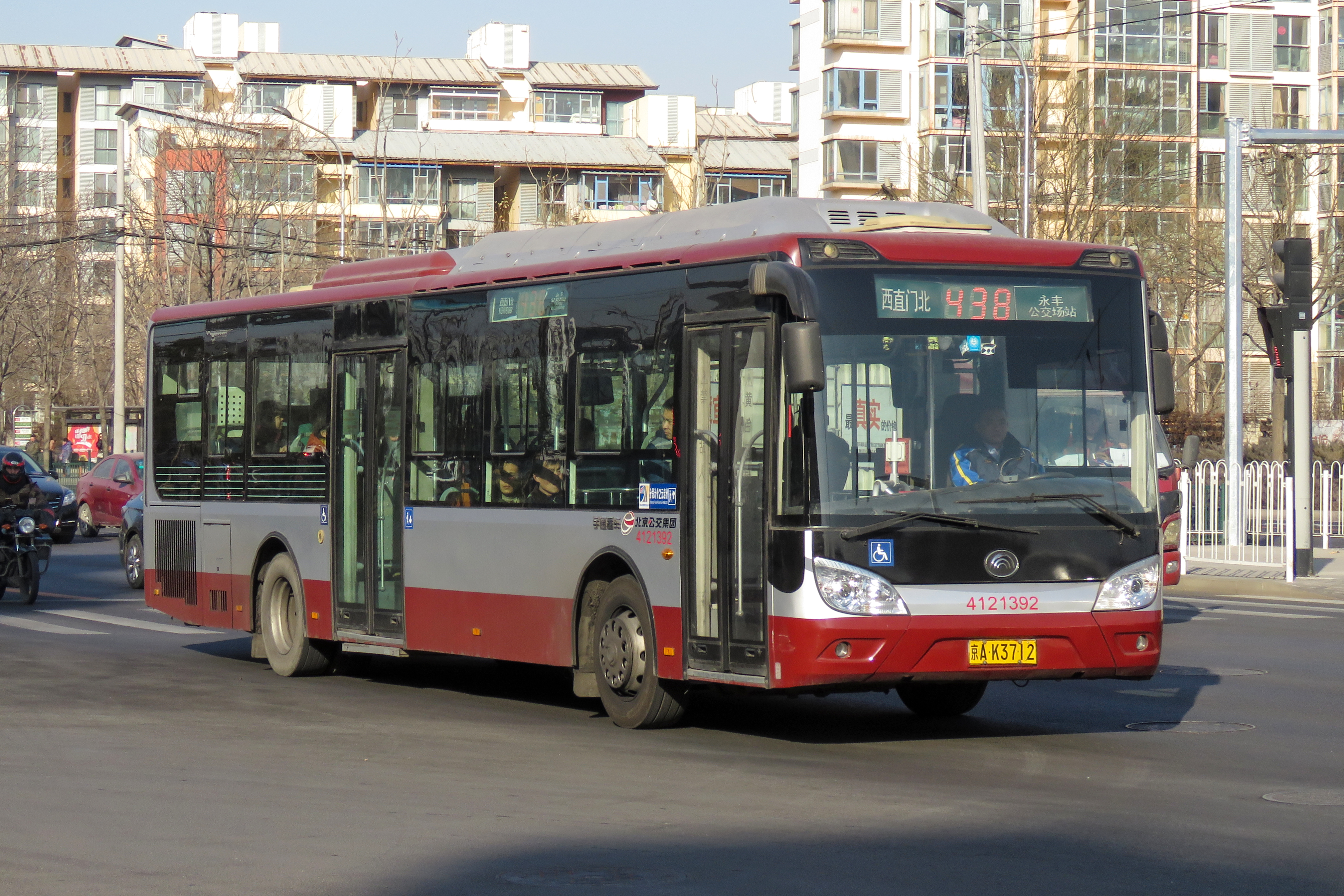
北京公交的宇通ZK6120HNG2压缩天然气客车
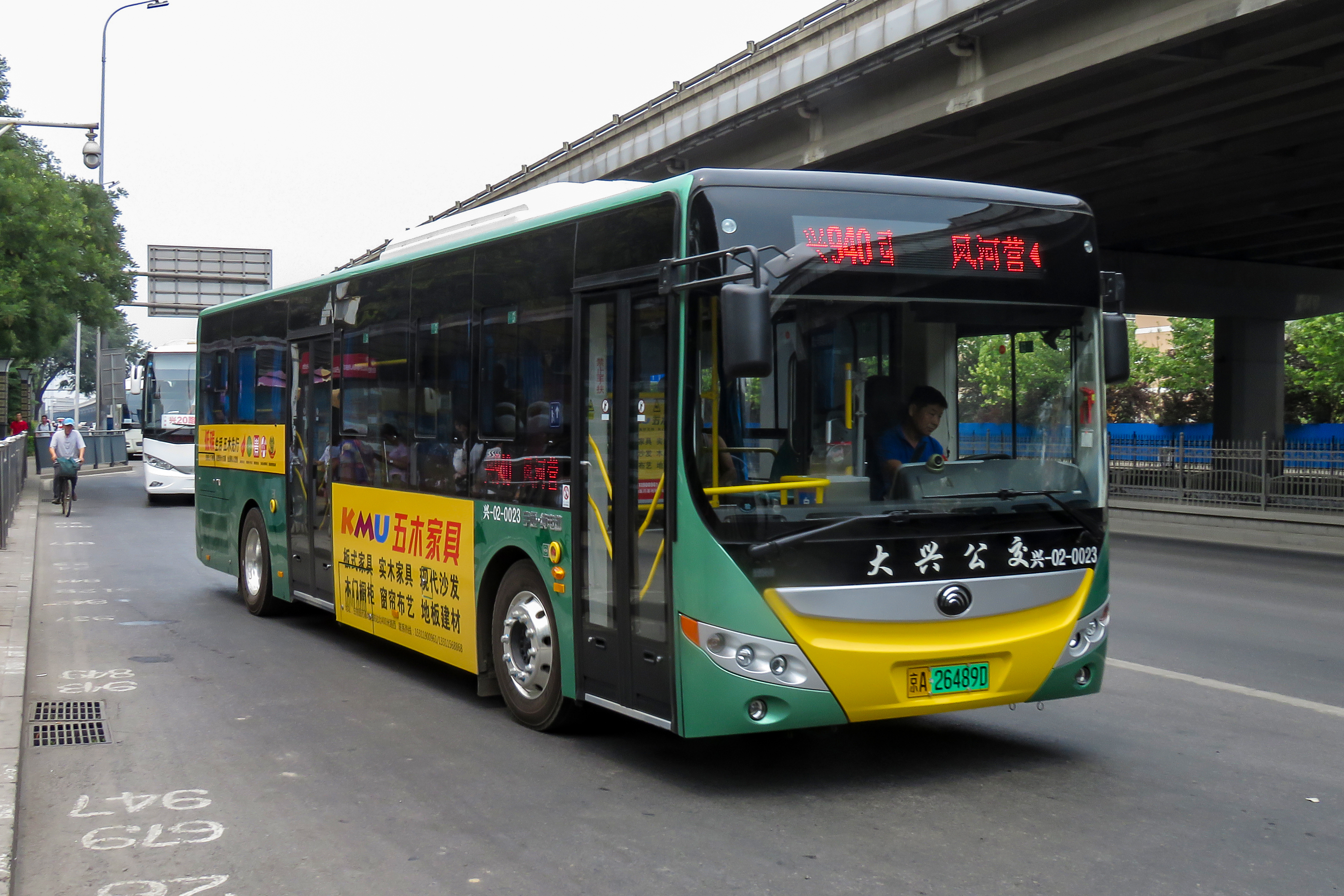
北京大兴公交的宇通E10系列纯电动城市客车
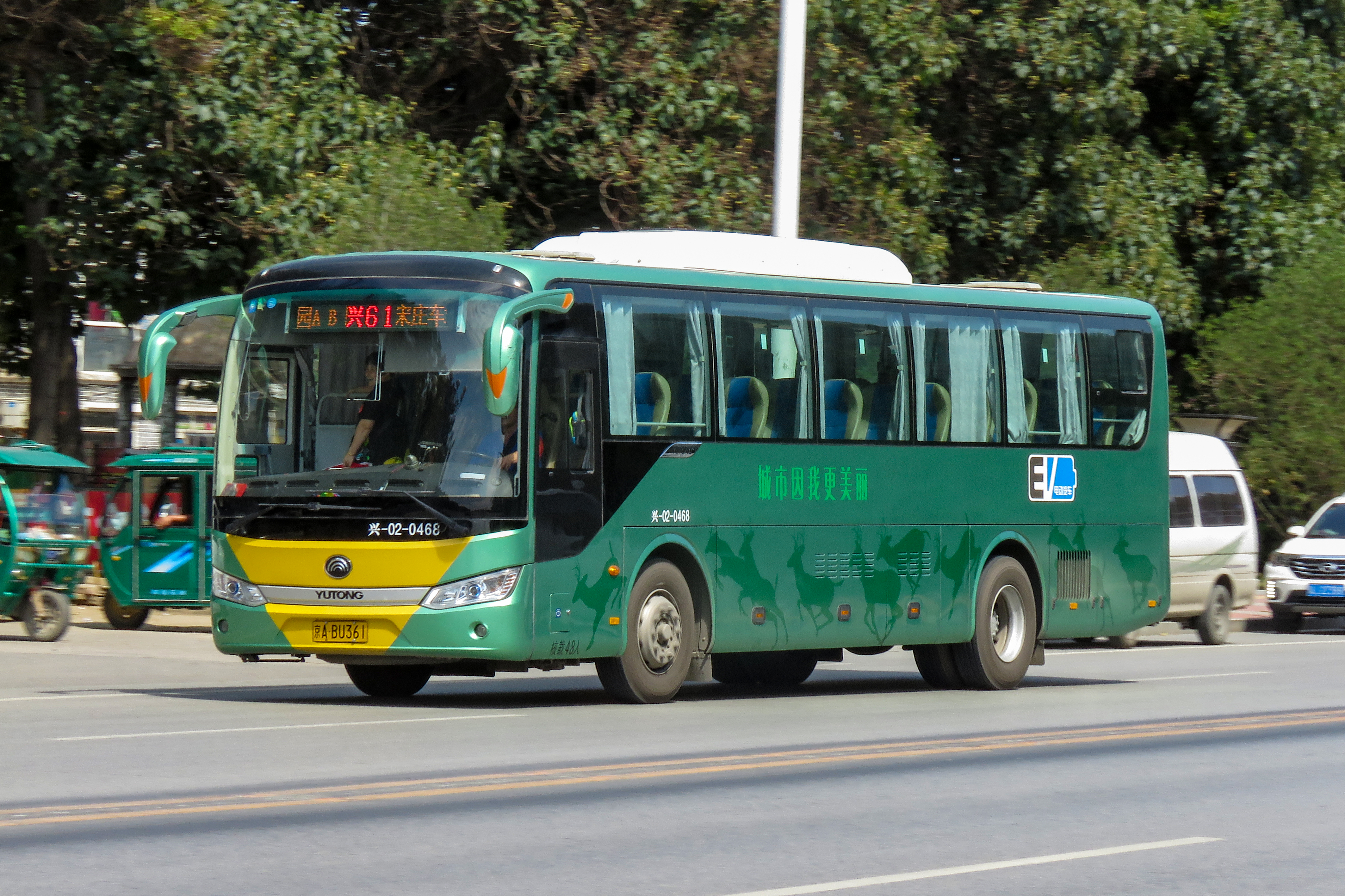
北京大兴公交的宇通E10系列公路新能源客车
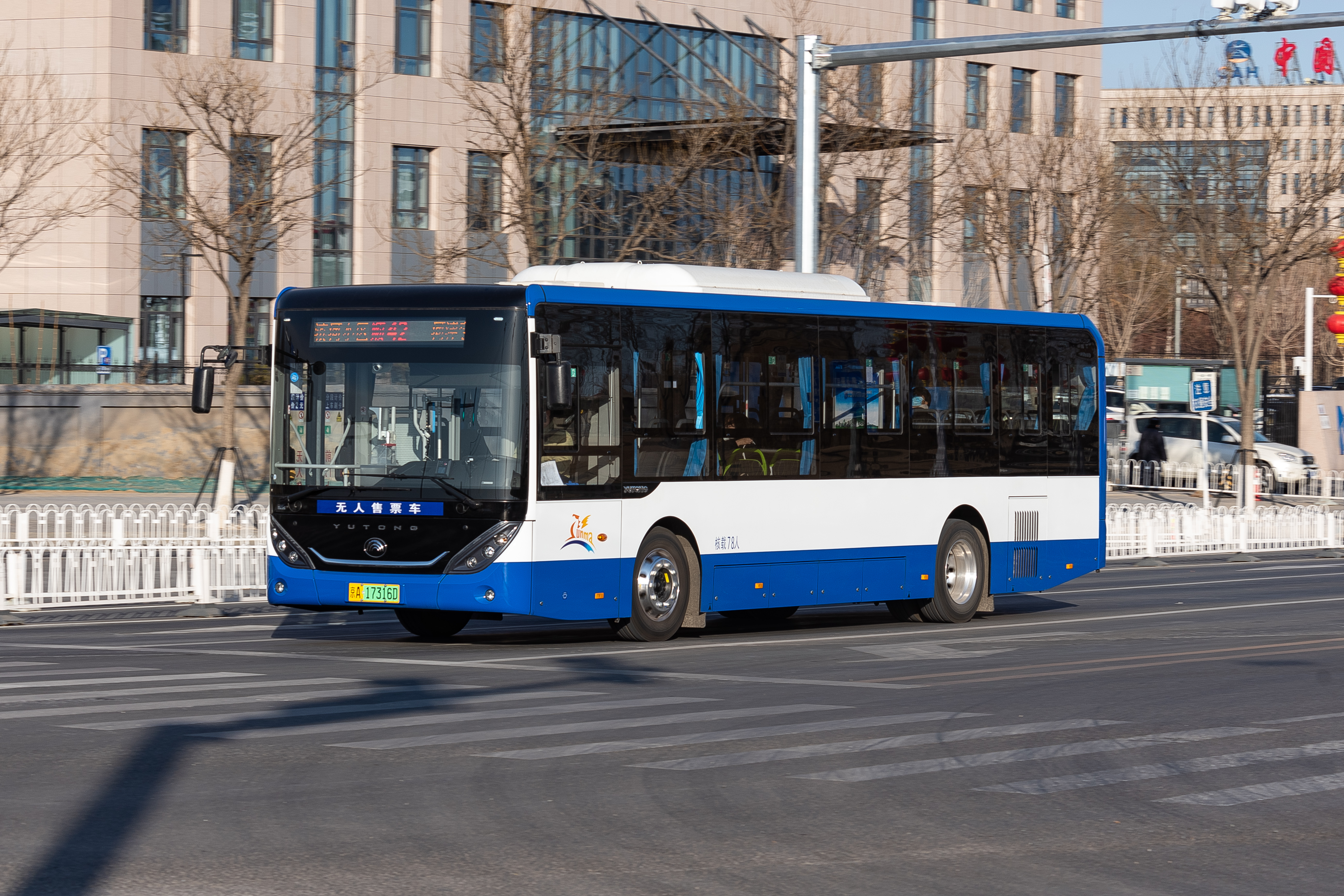
北京顺义骏马客运的宇通E10i系列纯电动城市客车
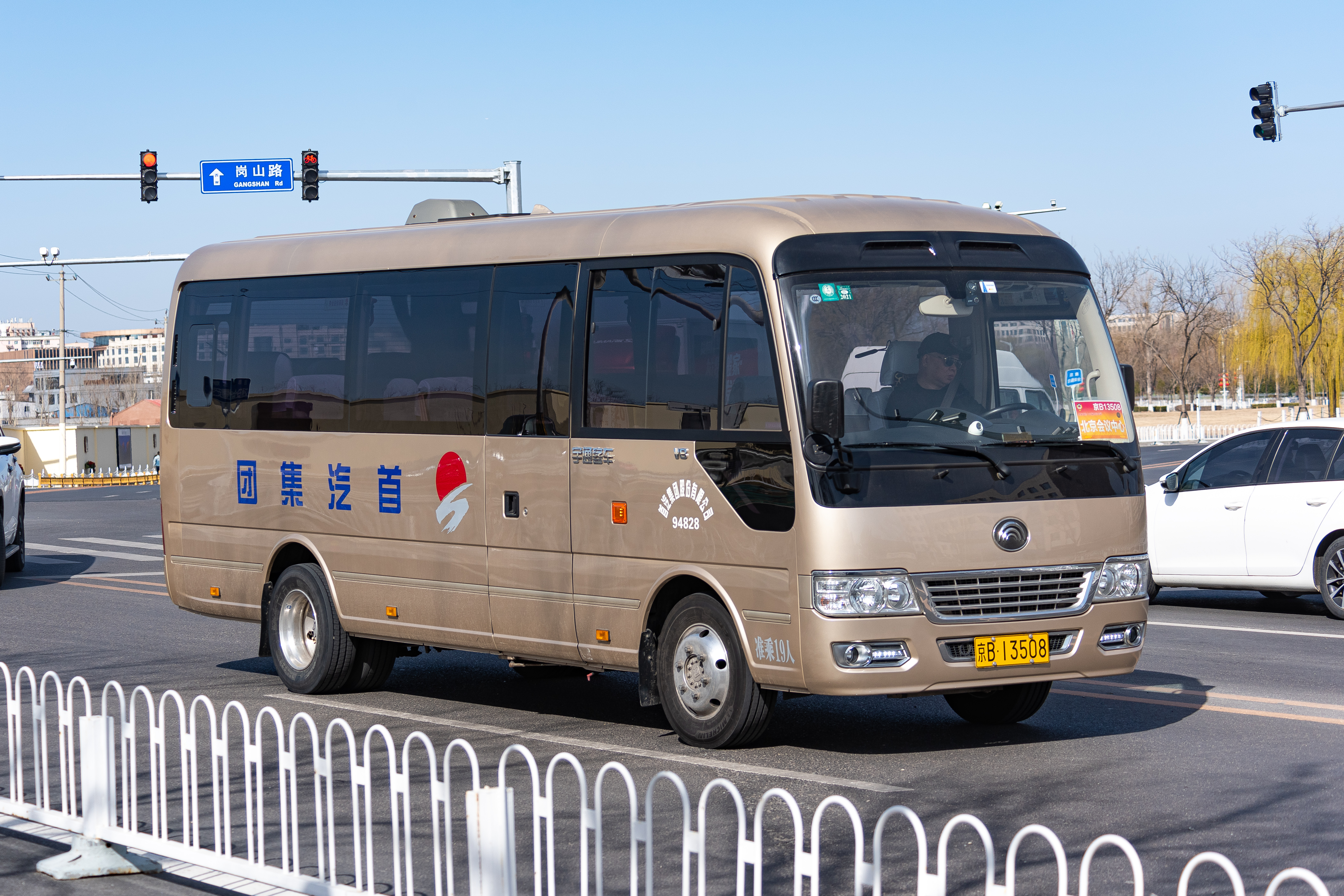
首汽集团的宇通T7系列中型公商务用客车
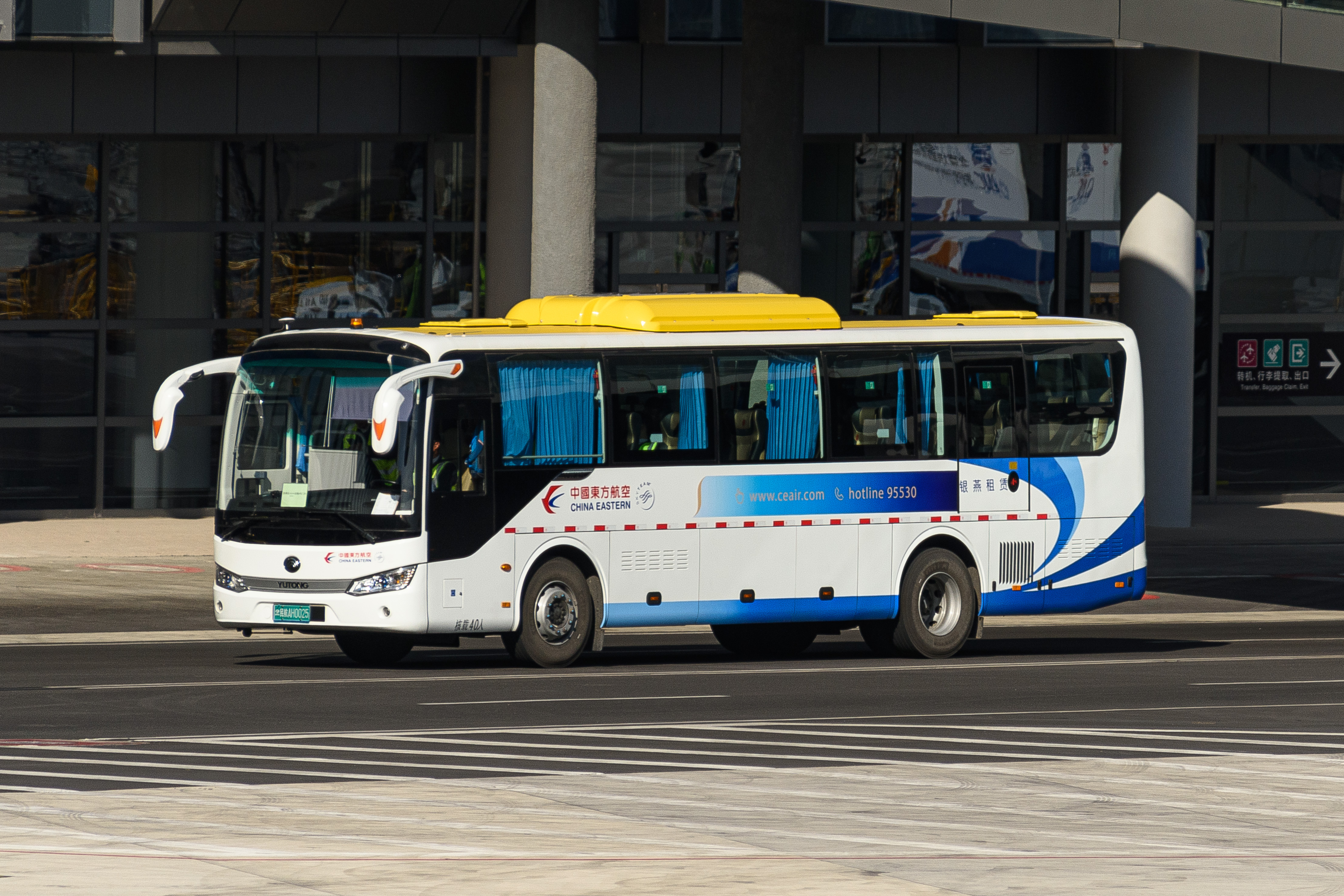
用于中国东方航空场内机组车的宇通E10系列公路新能源客车
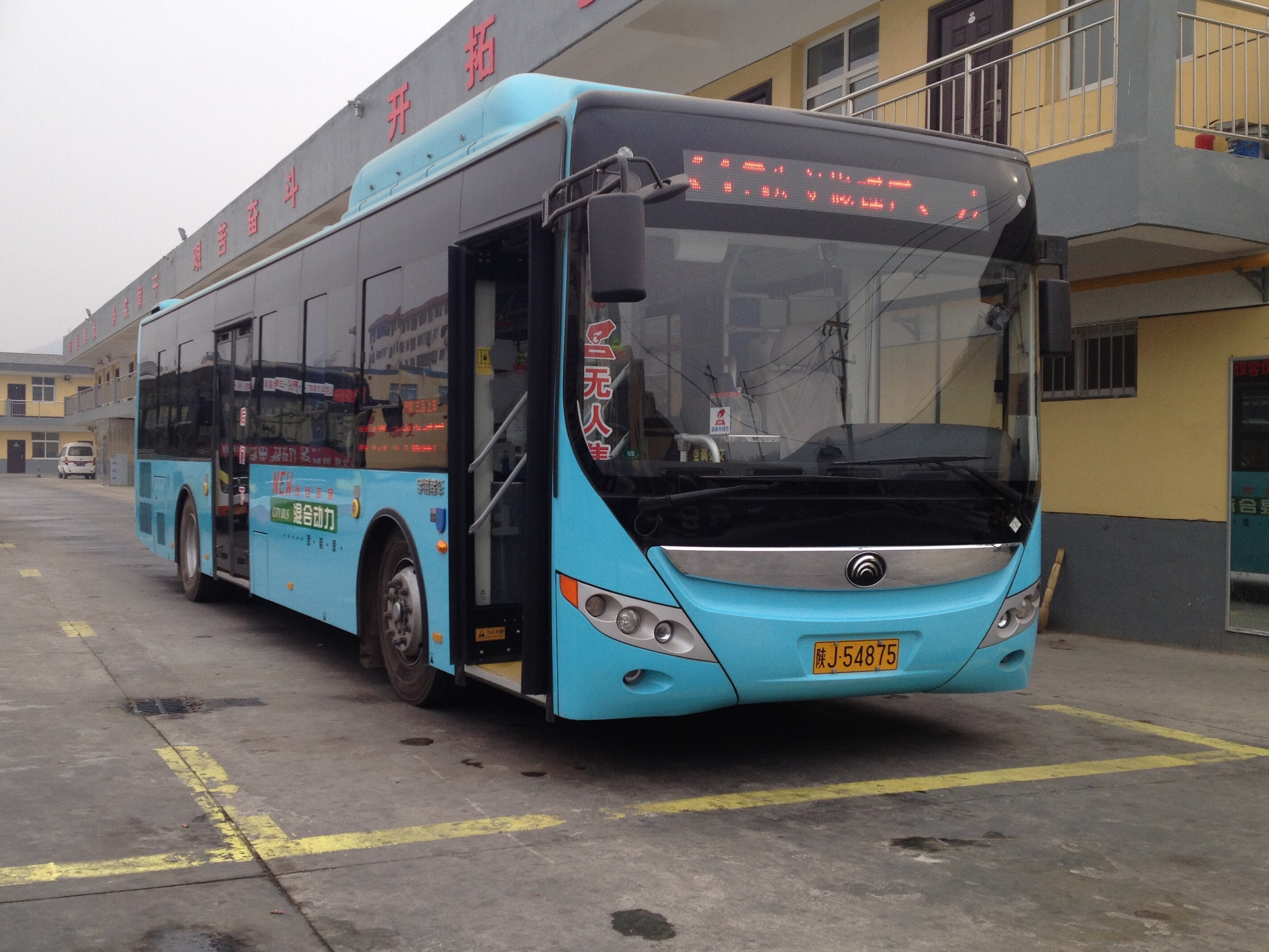
陕西延安的宇通客车
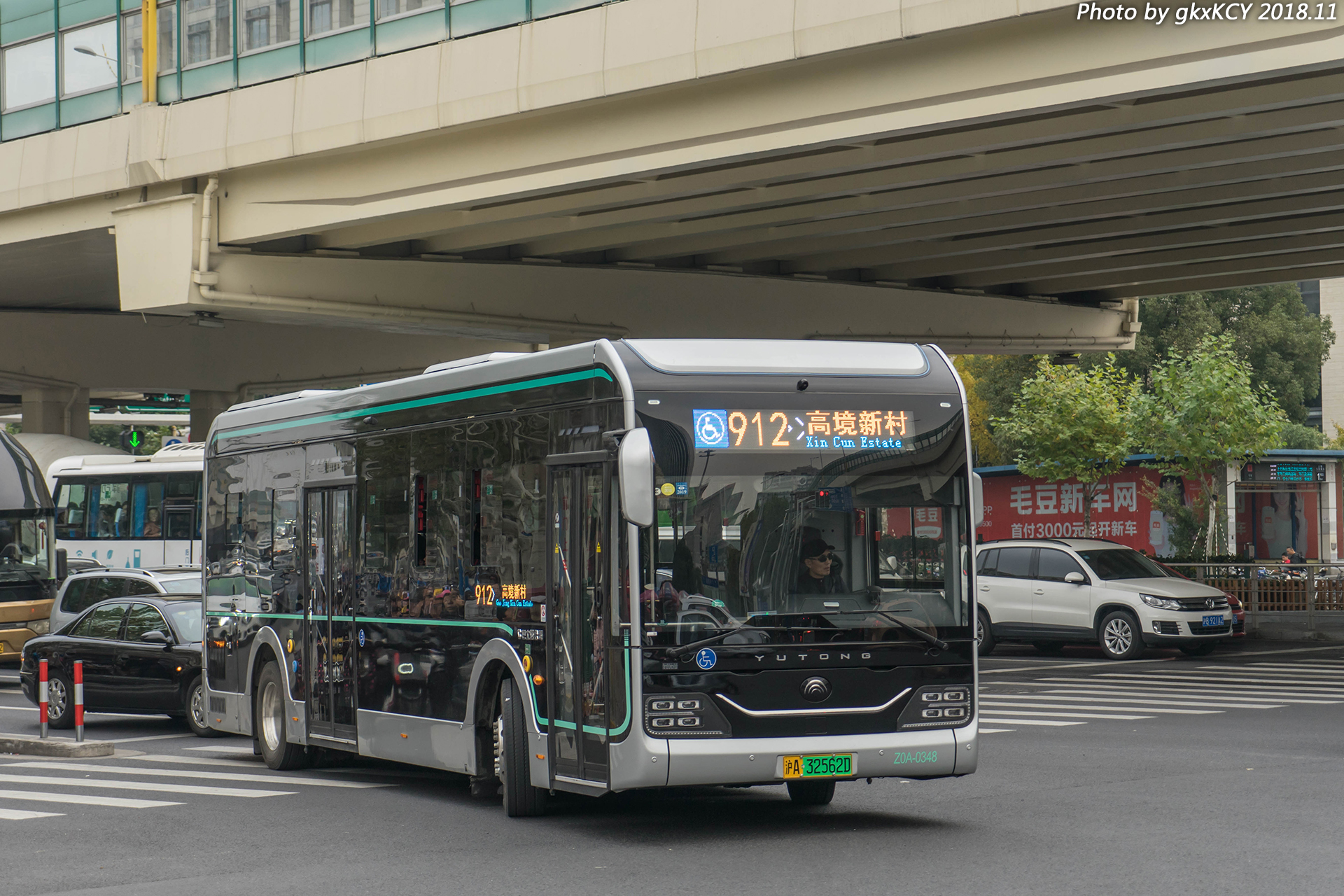
上海公交的宇通E10（ZK6106BEVG1）
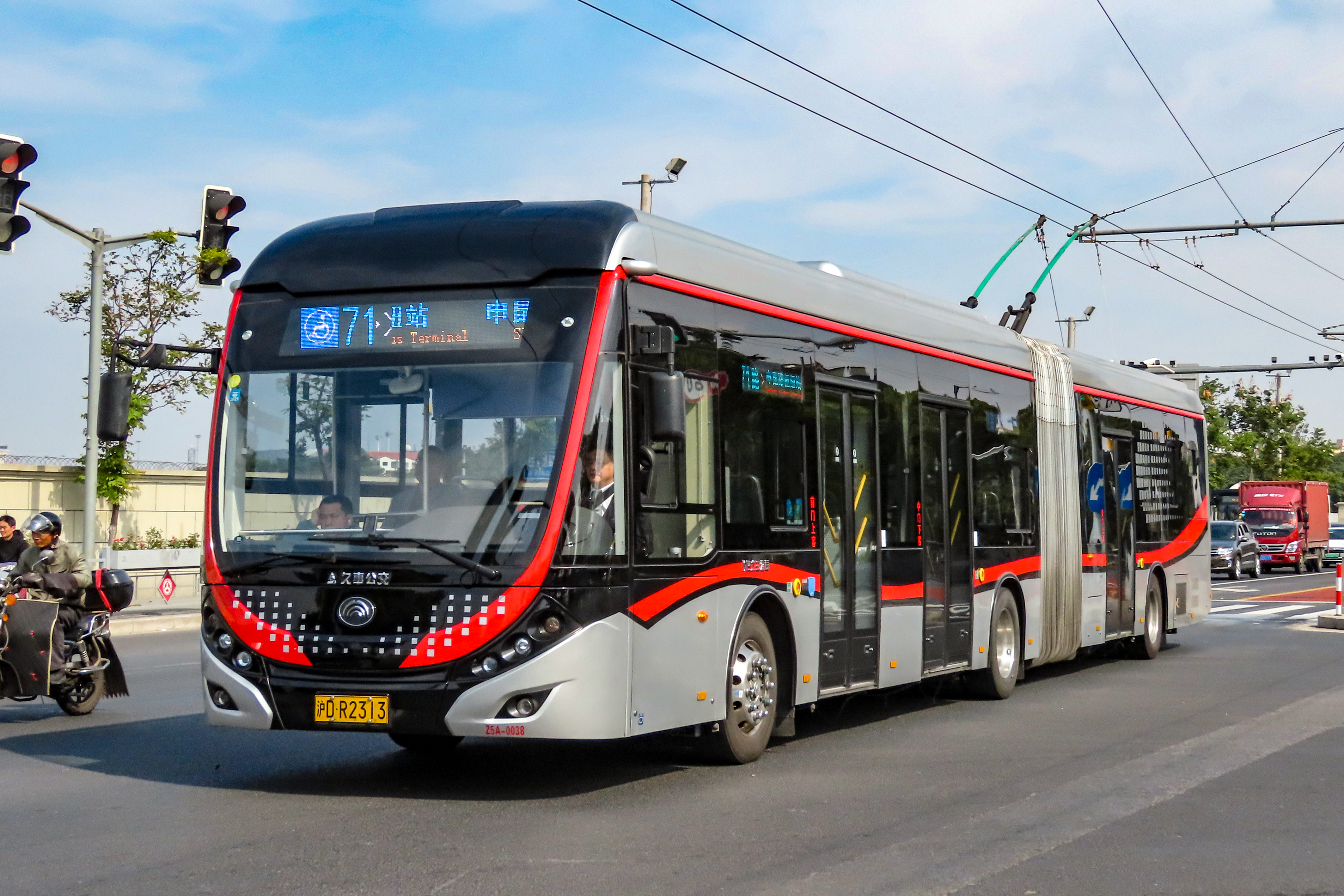
上海延安路中运量公交系统的宇通无轨电车（宇通ZK5180A）
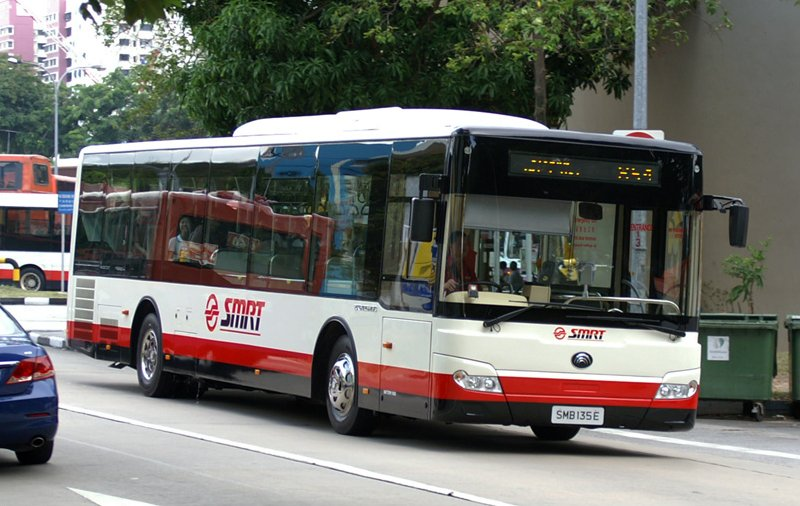
新加坡的宇通客车
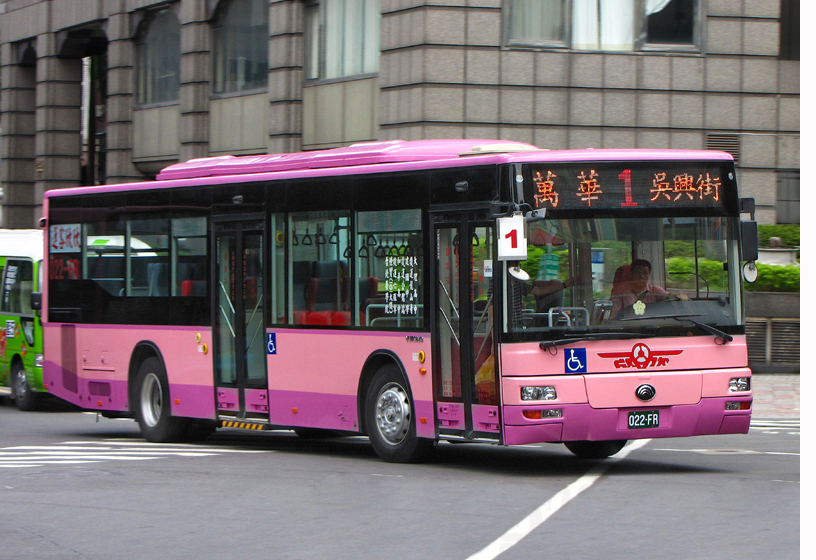
台湾的宇通ZK6128HG
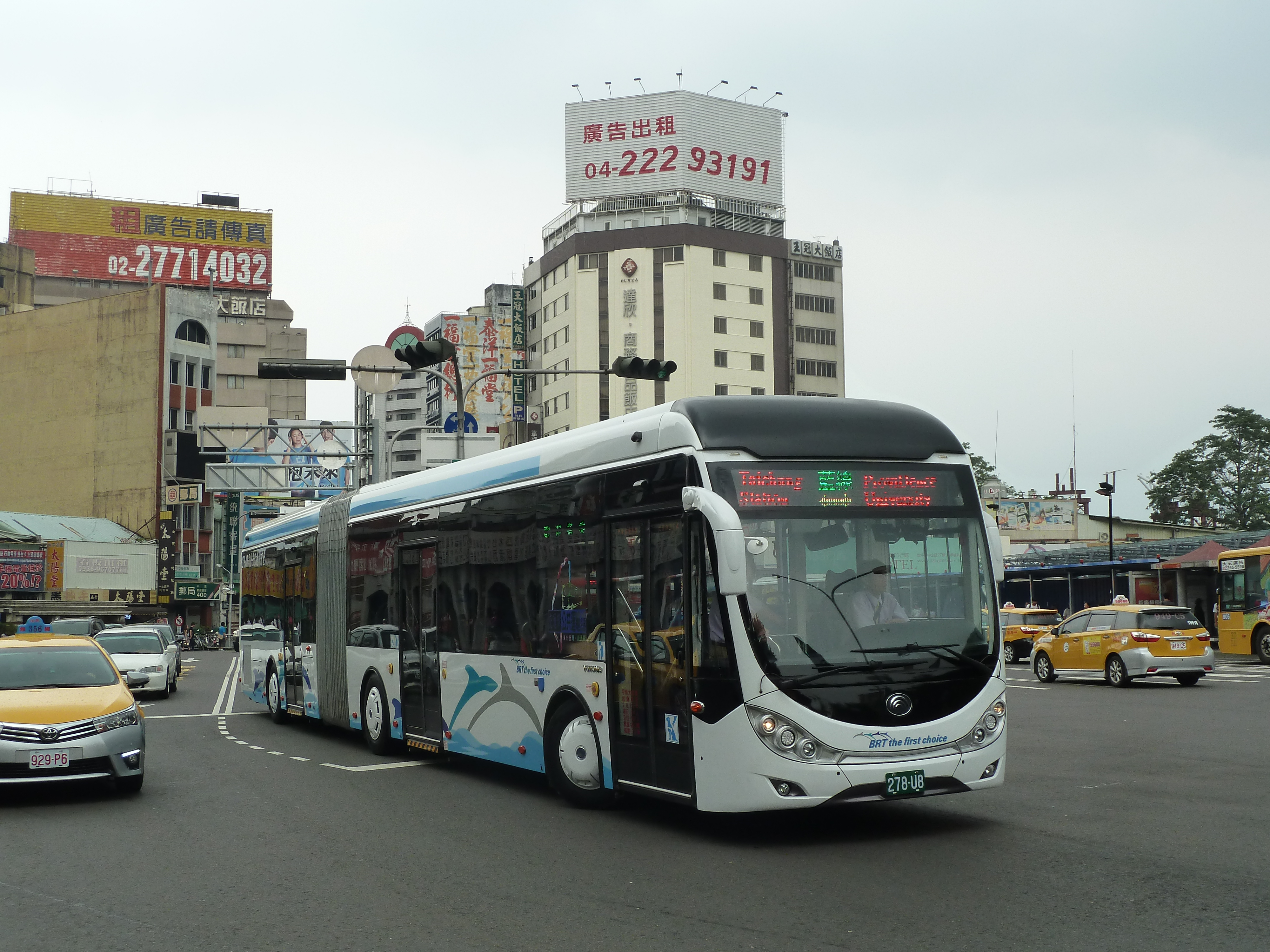
台湾台中市宇通ZK6180HG雙節客车
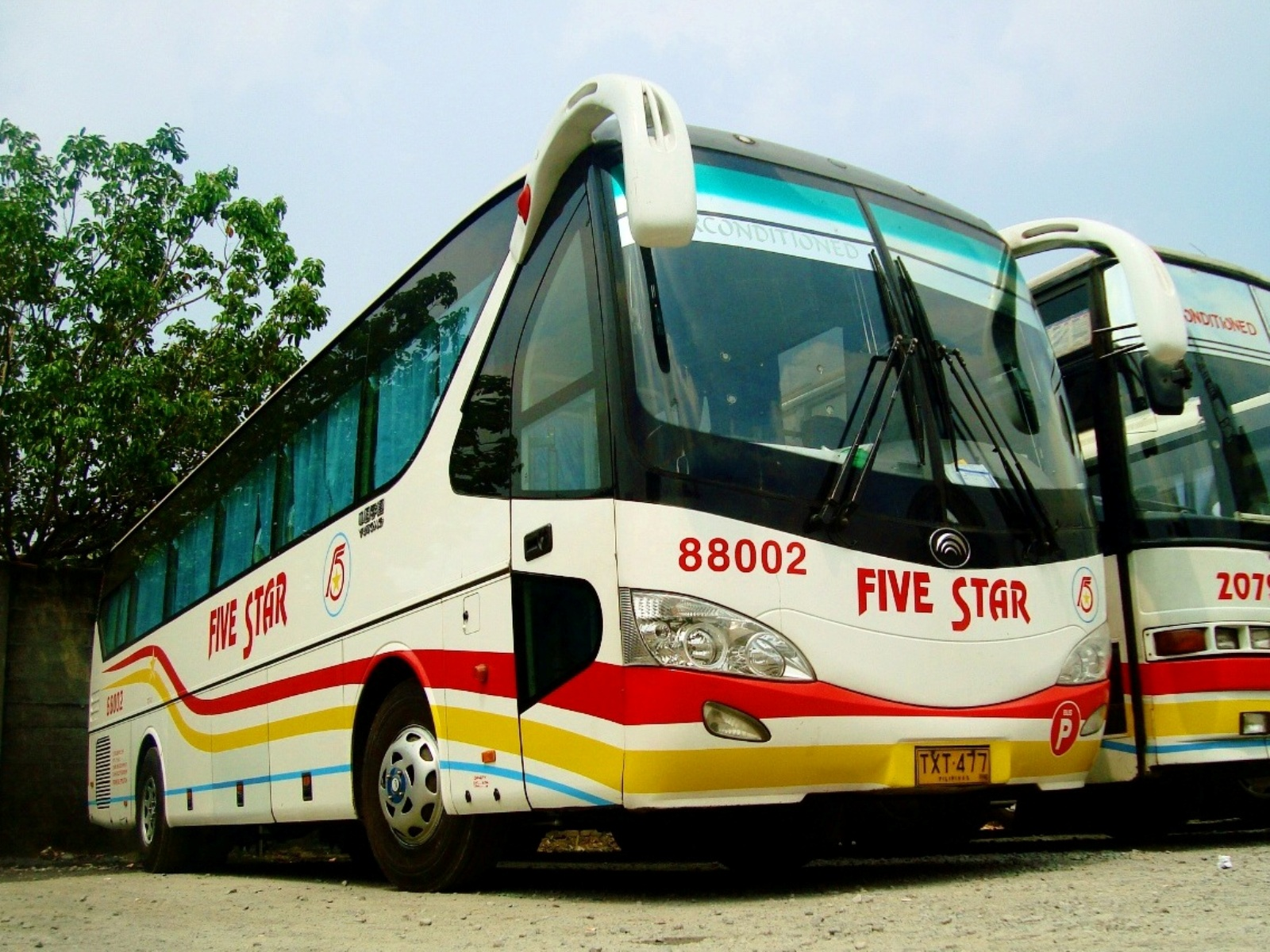
菲律宾的宇通客车
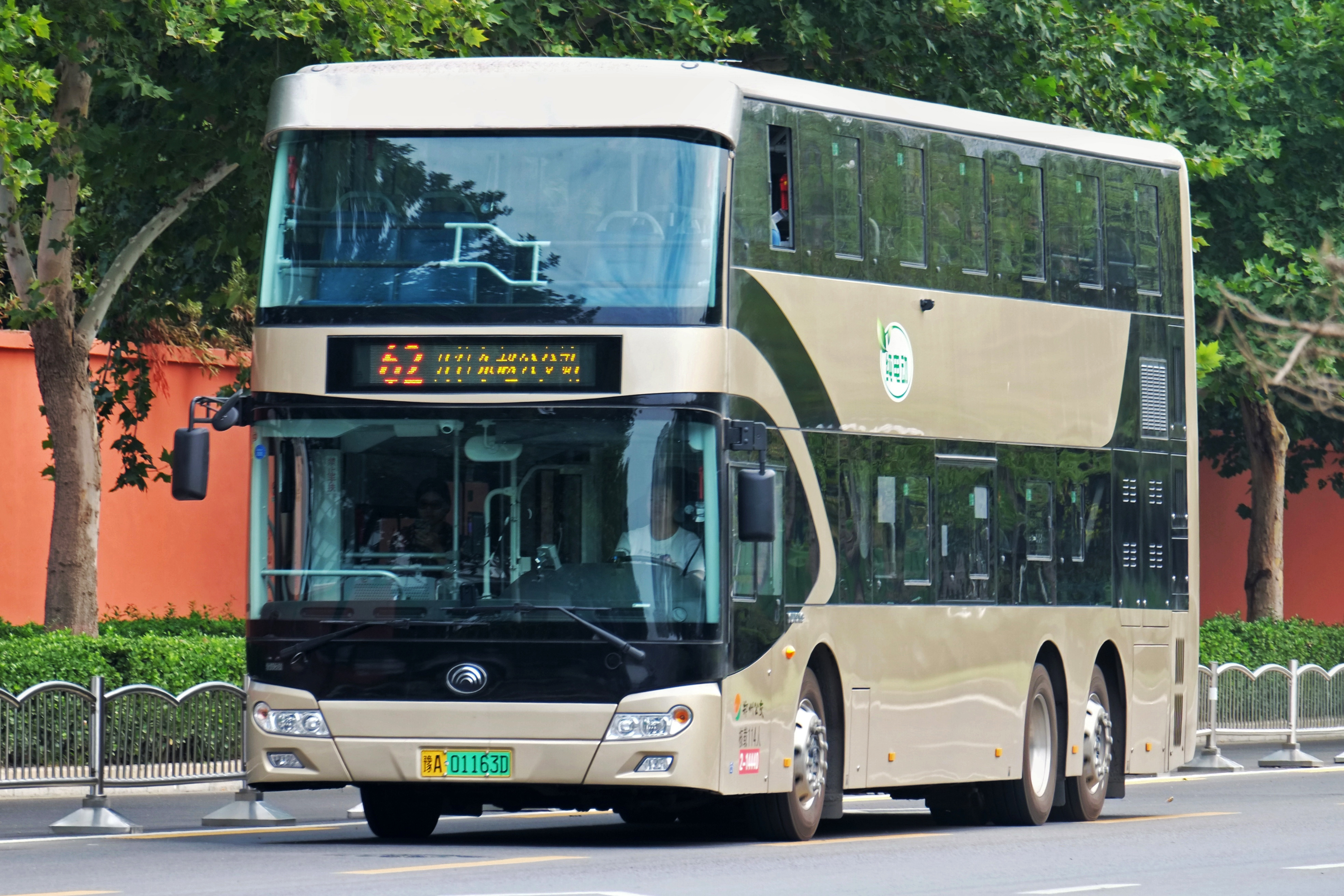
郑州公交的宇通E12DD纯电动双层客车
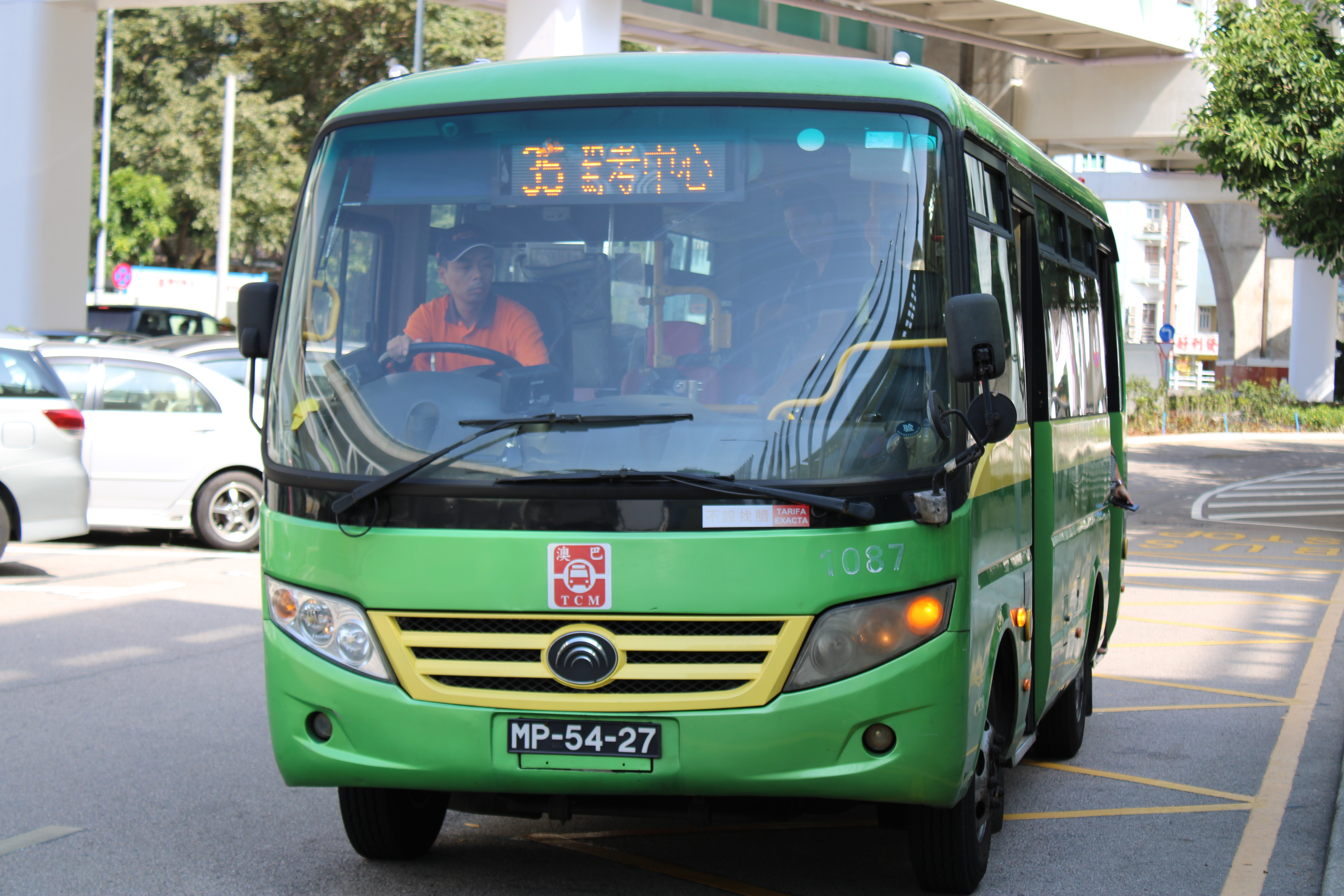
澳門澳巴宇通ZK6770HG（已退役）
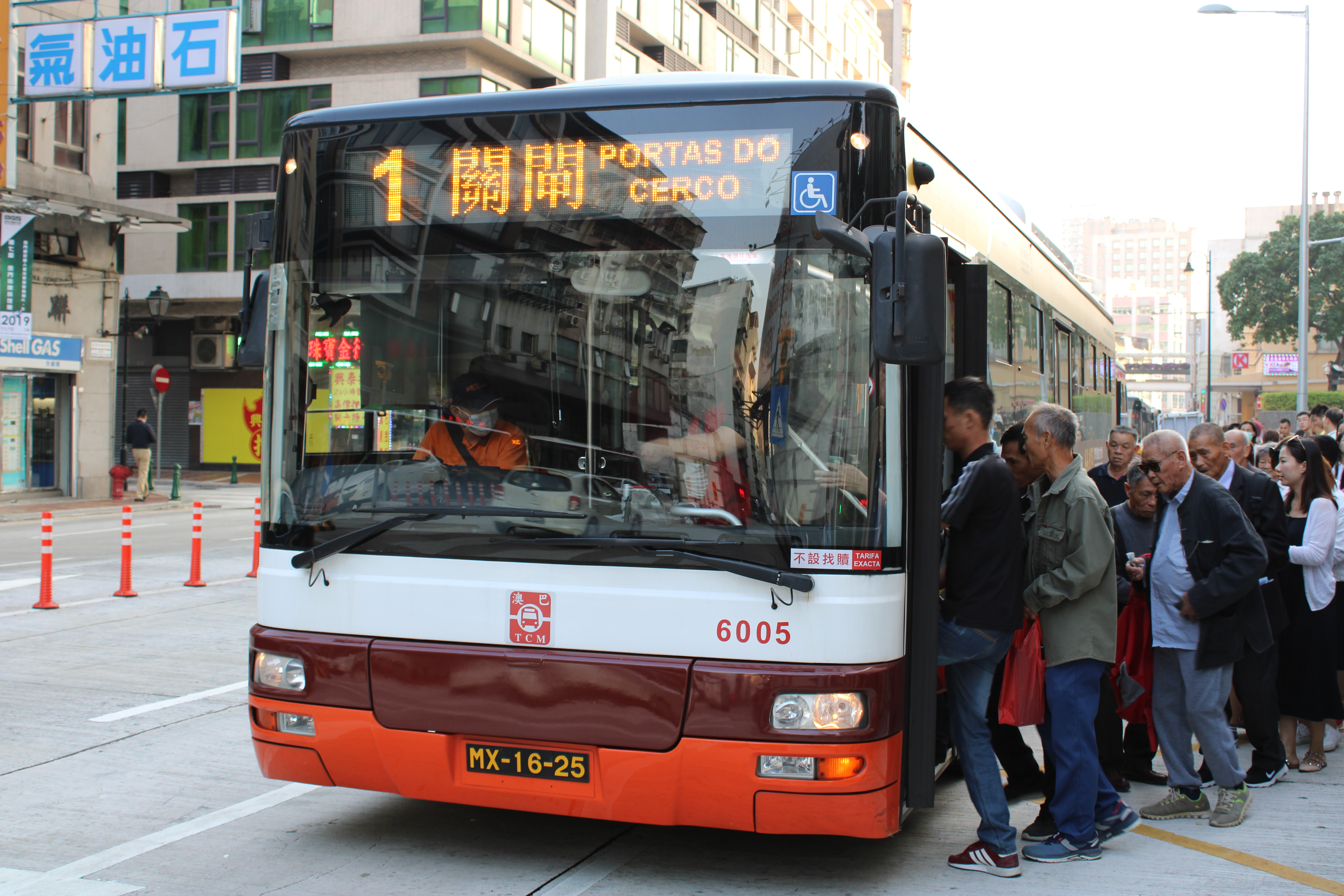
澳門澳巴宇通ZK6125HNG
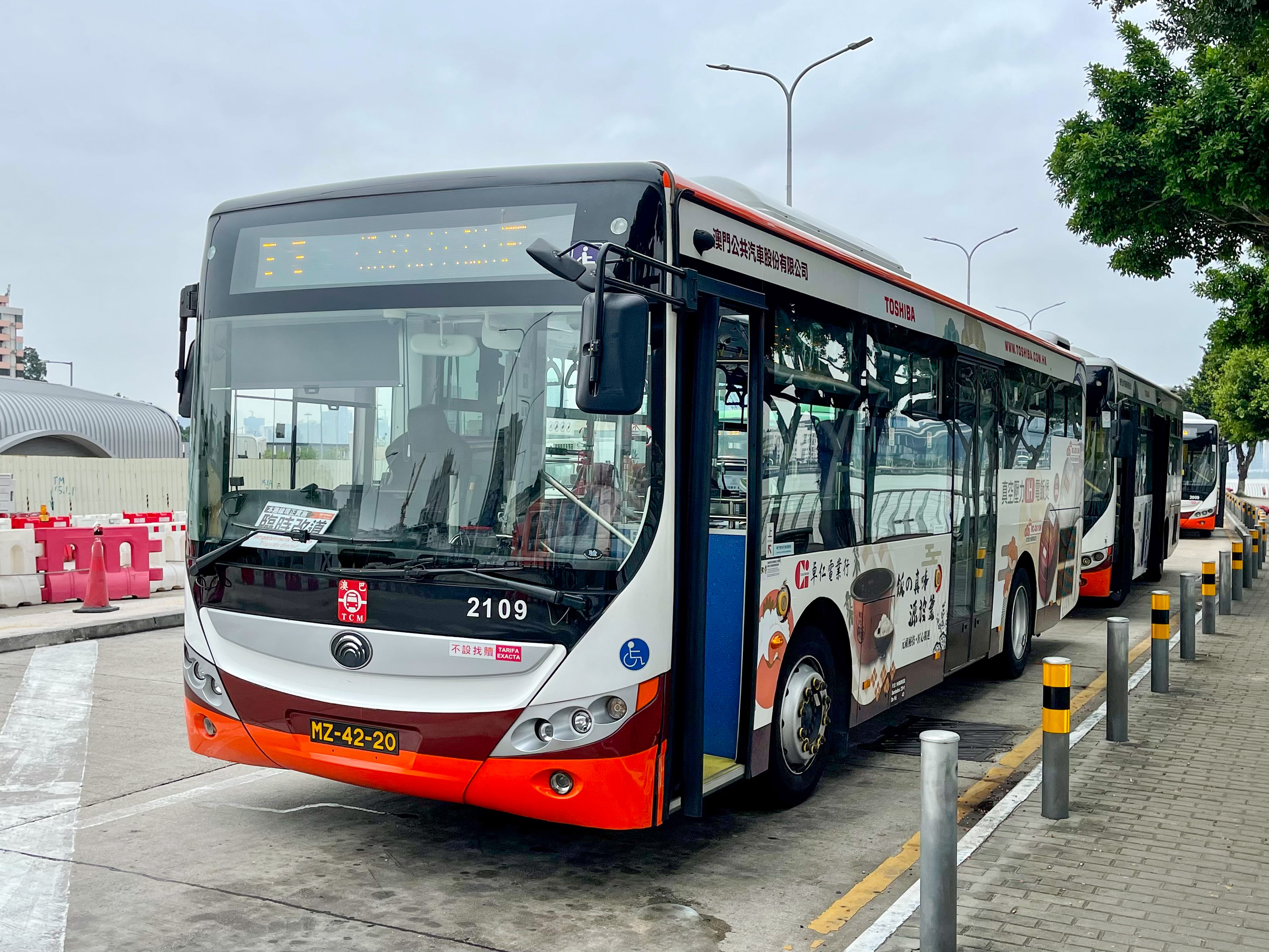
澳門澳巴宇通ZK6986HG
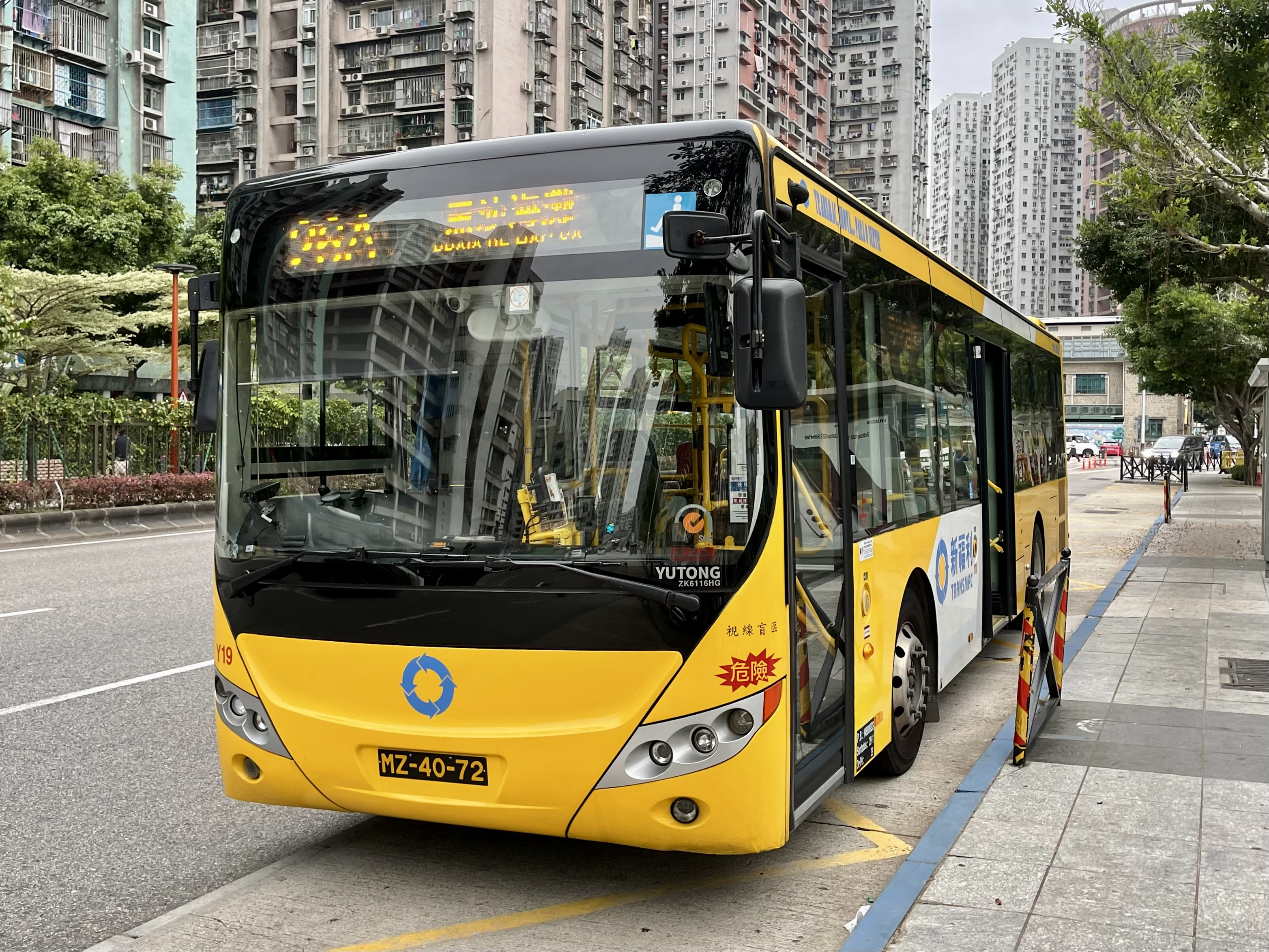
澳門新福利宇通ZK6116HG
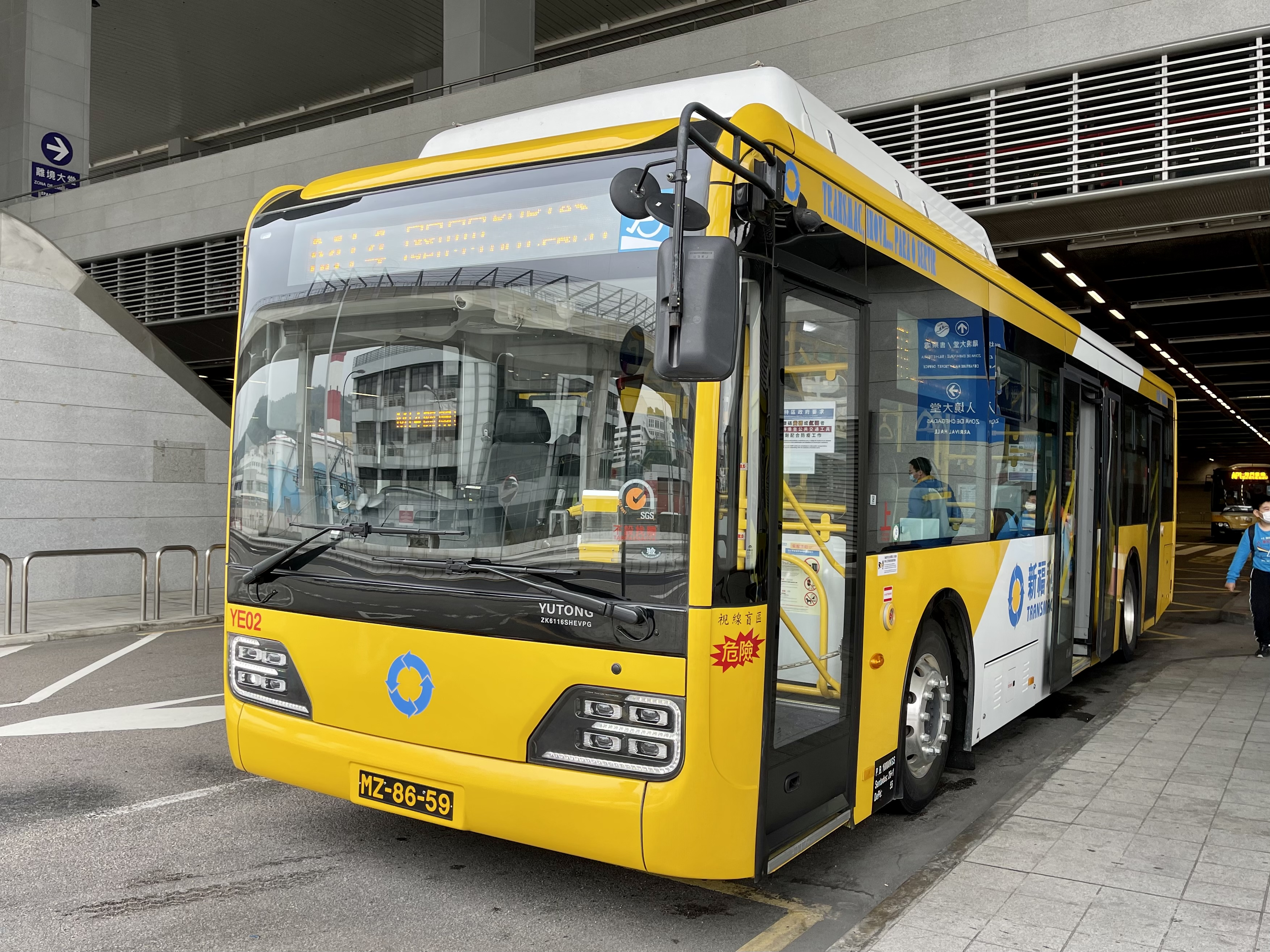
澳門新福利宇通ZK6116SHEVPG
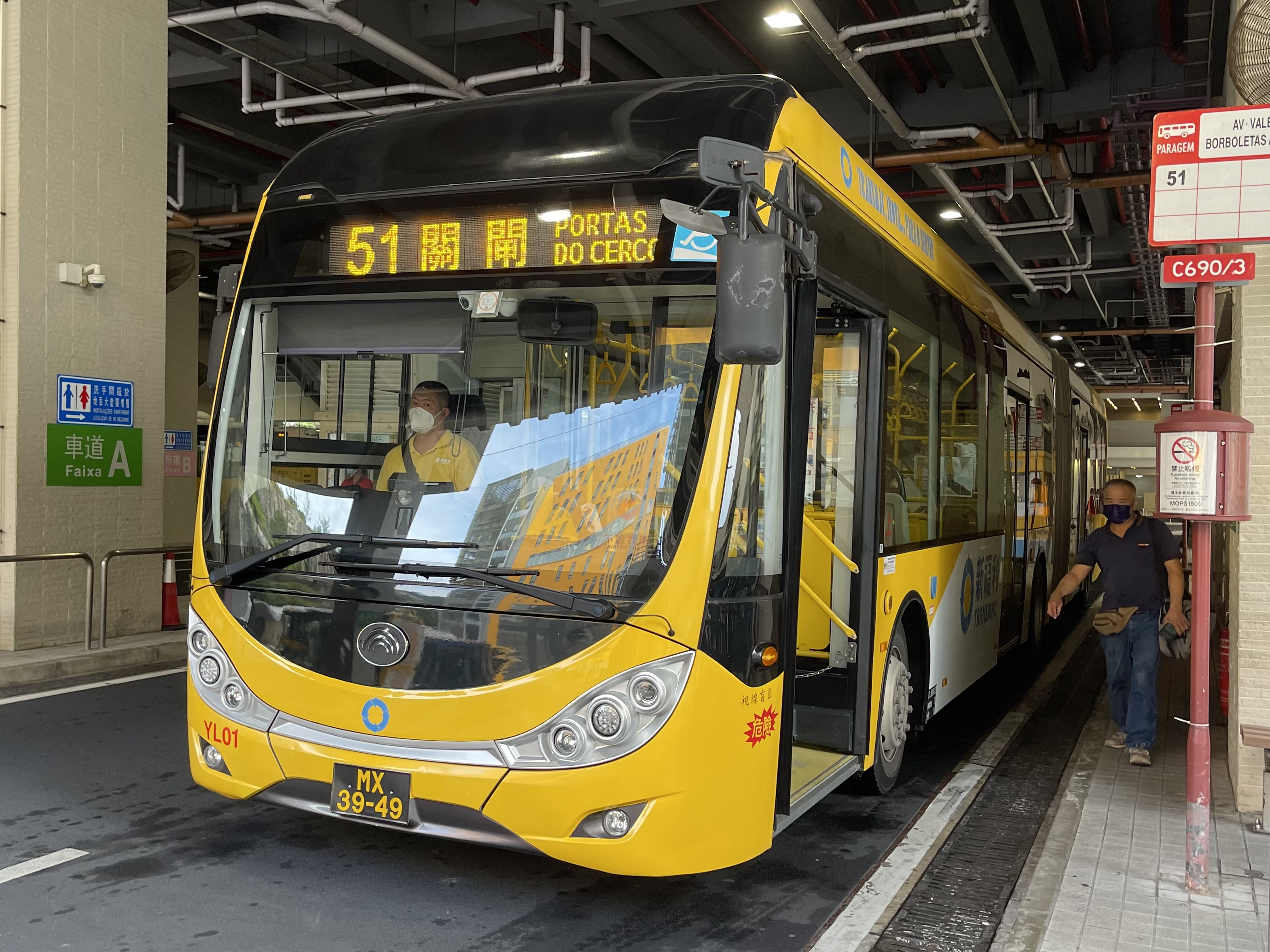
澳門新福利宇通ZK6180HGH
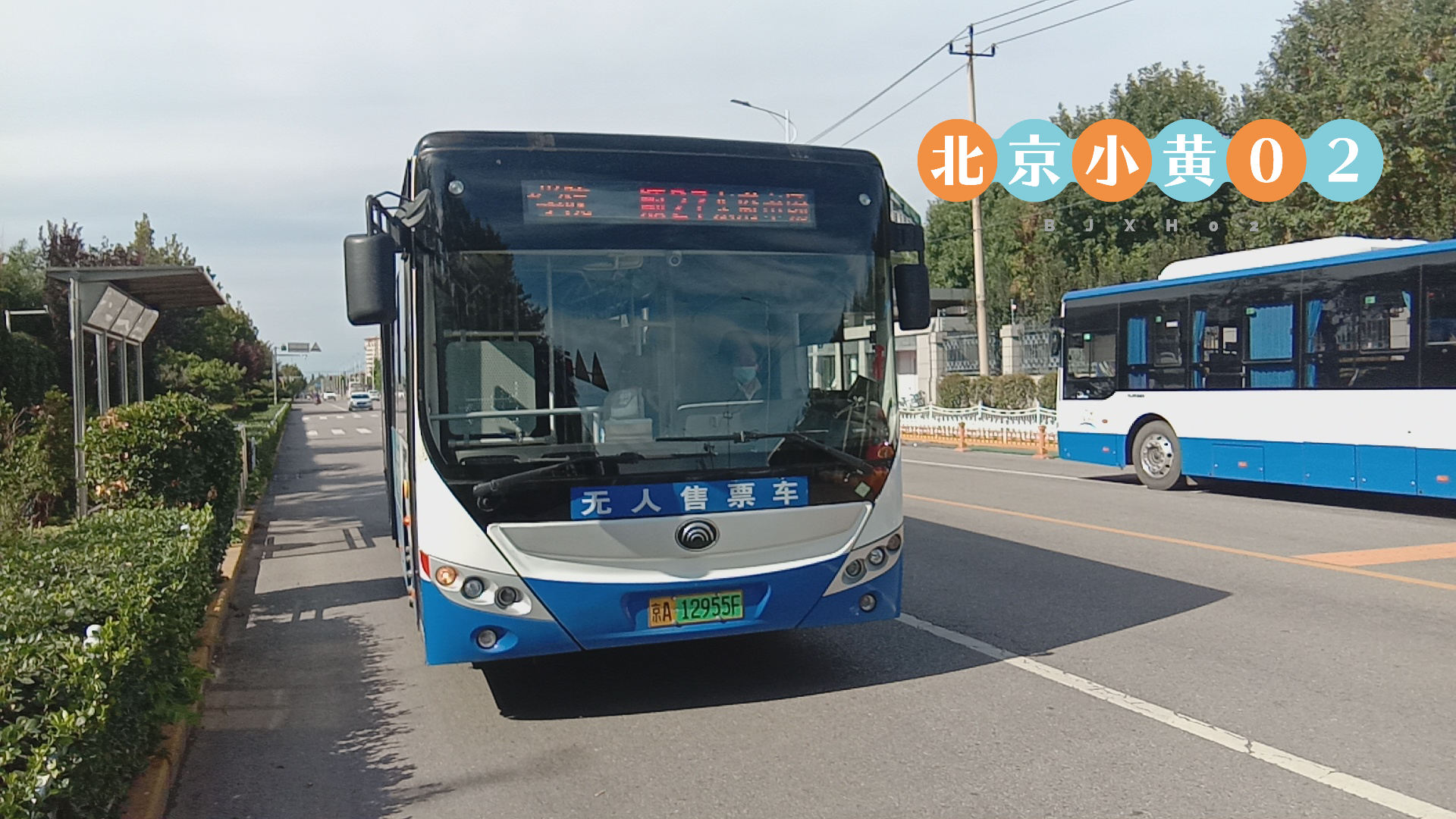
北京骏马客运的宇通ZK6105CHEVNPG37（H10）
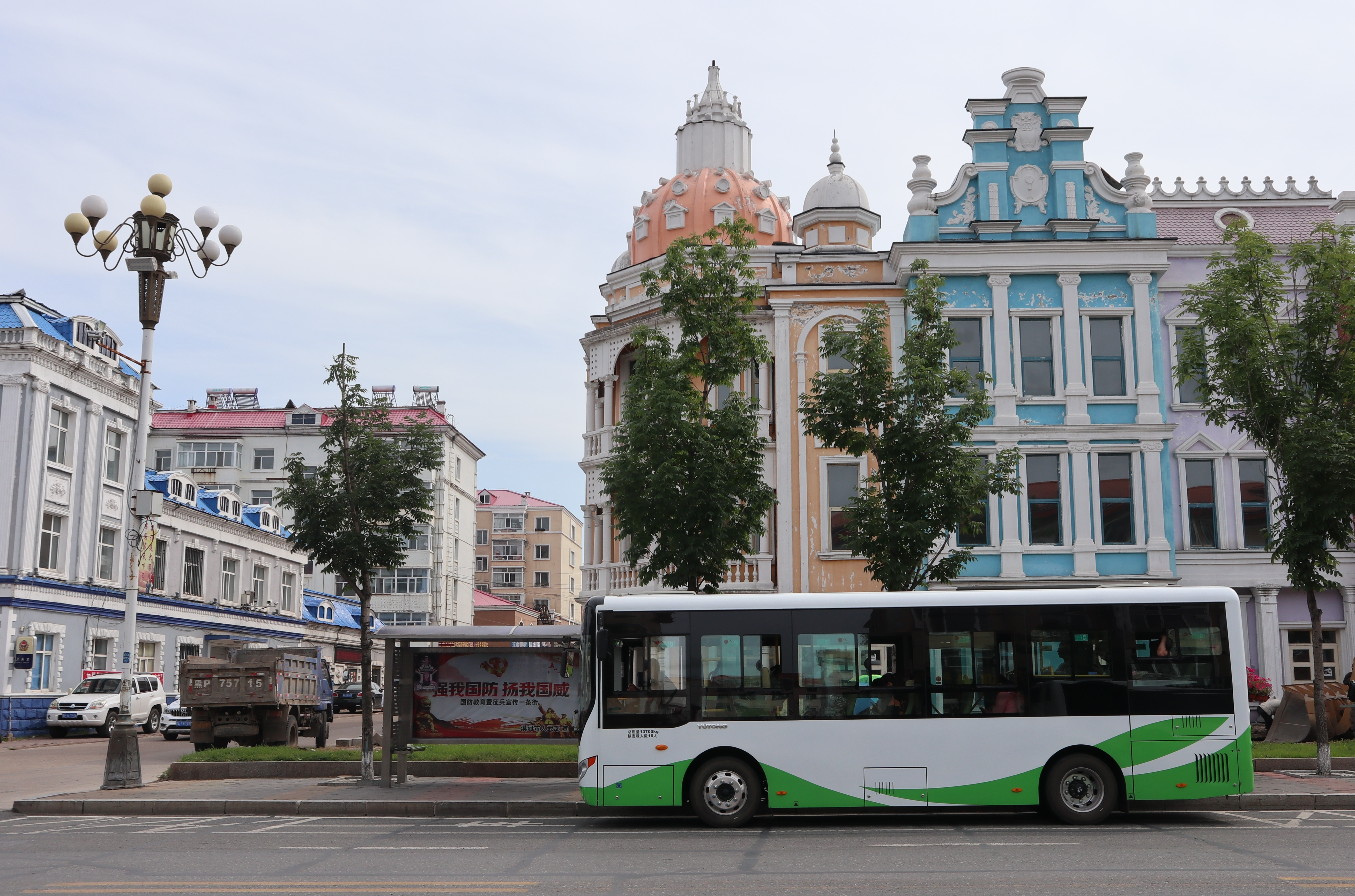
黑龙江大兴安岭地区漠河市的宇通E8
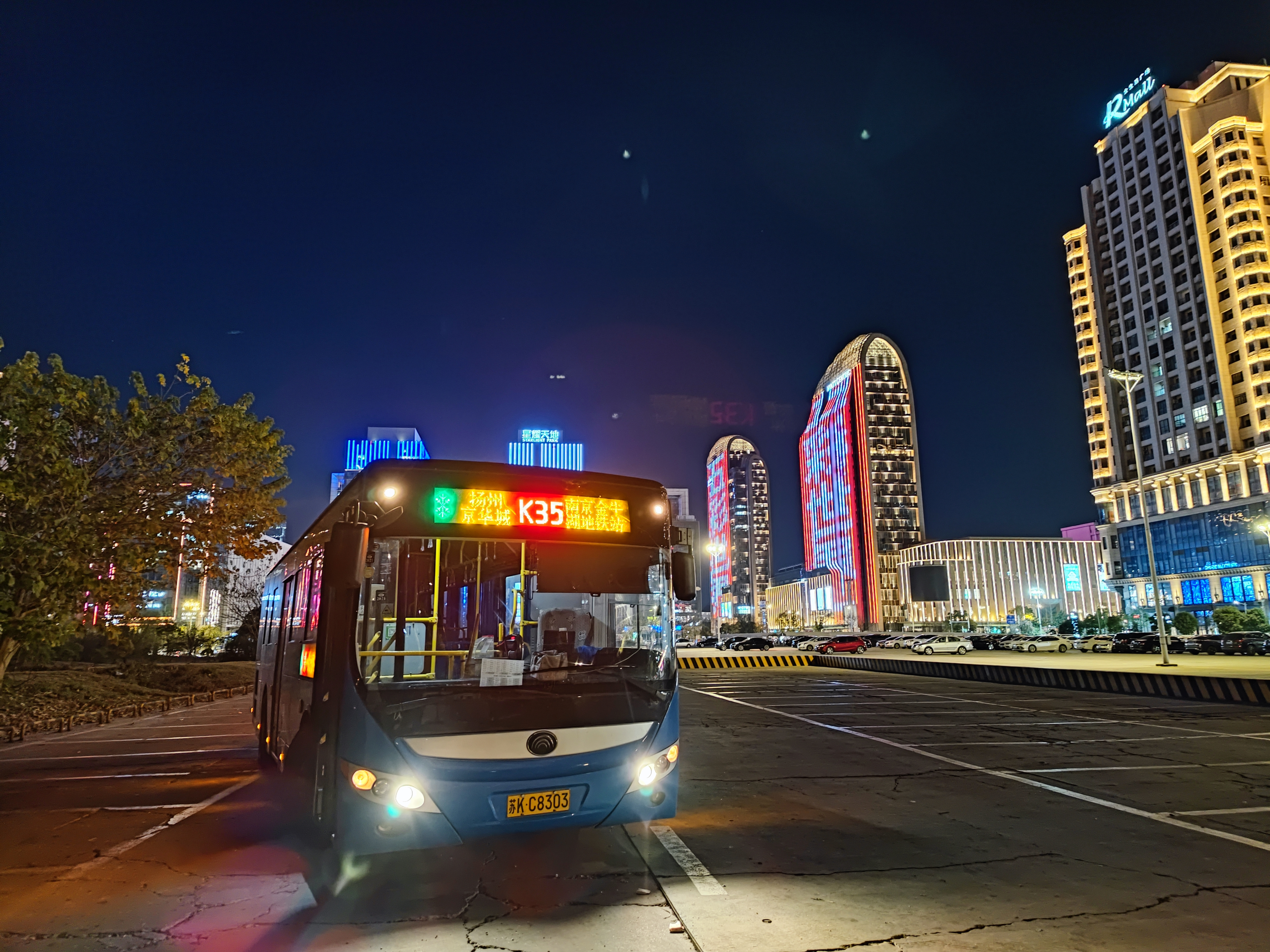
夜间开启灯光的仪征大发公交K35路（H10）
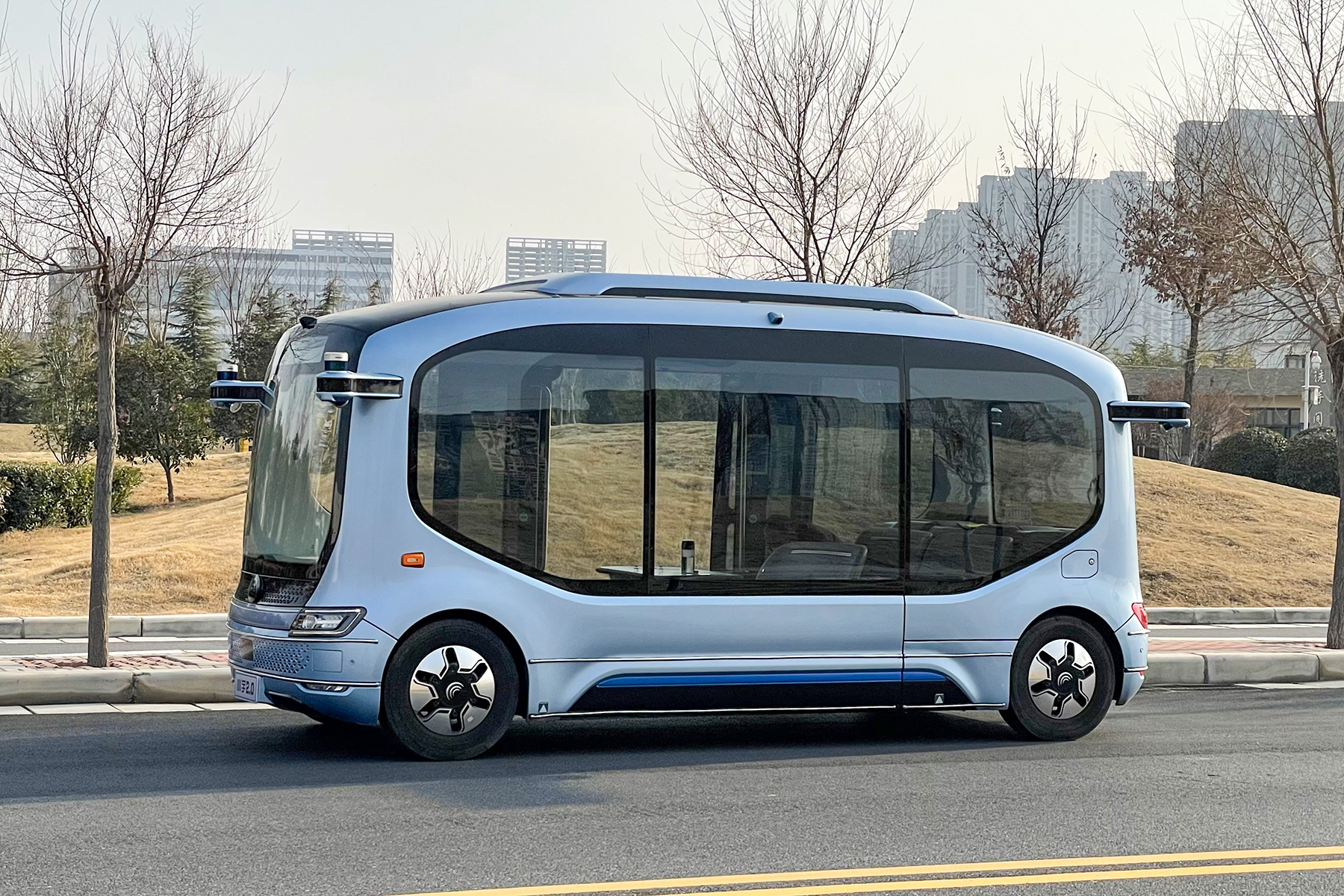
在郑州高新区测试运营的小宇2.0无人驾驶客车
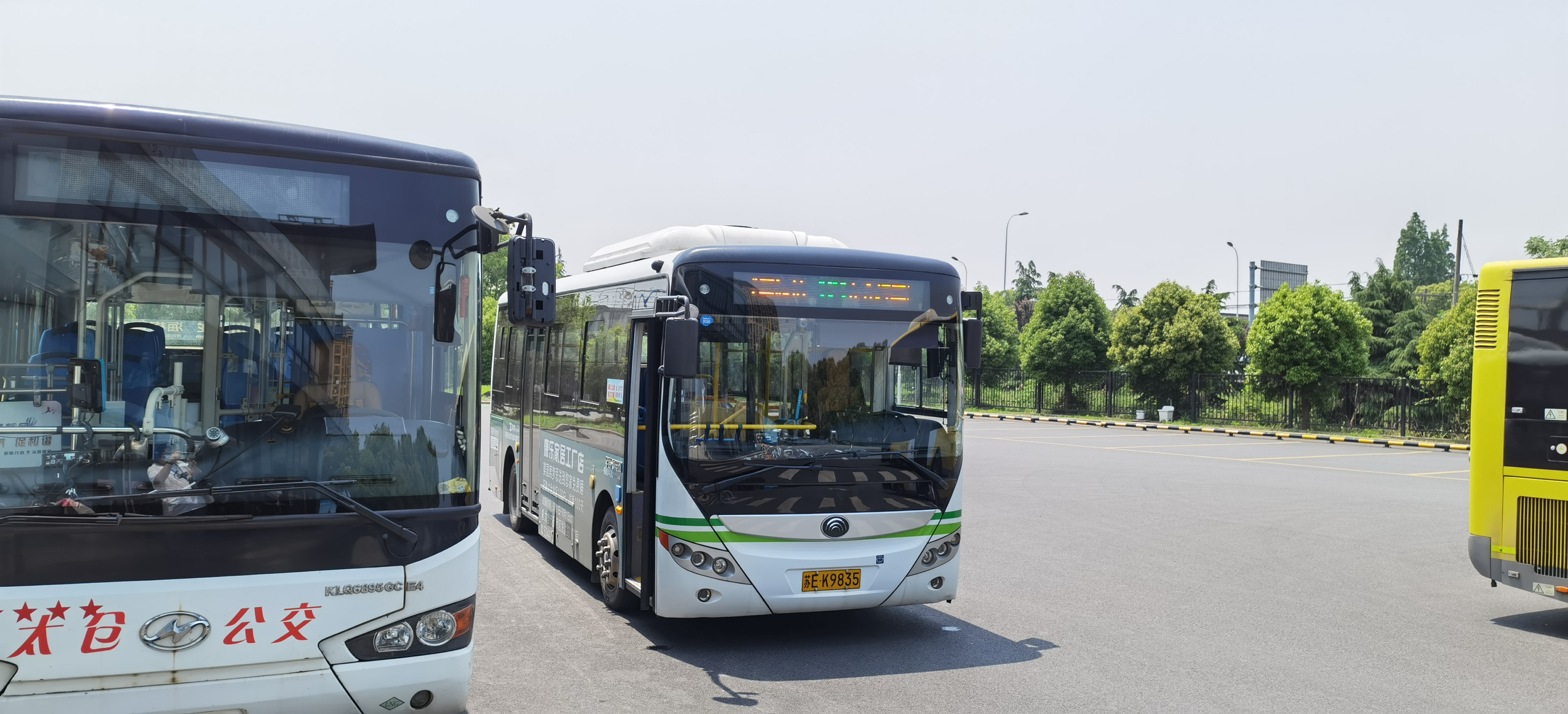
太仓公交使用的宇通ZK6816BEVG3
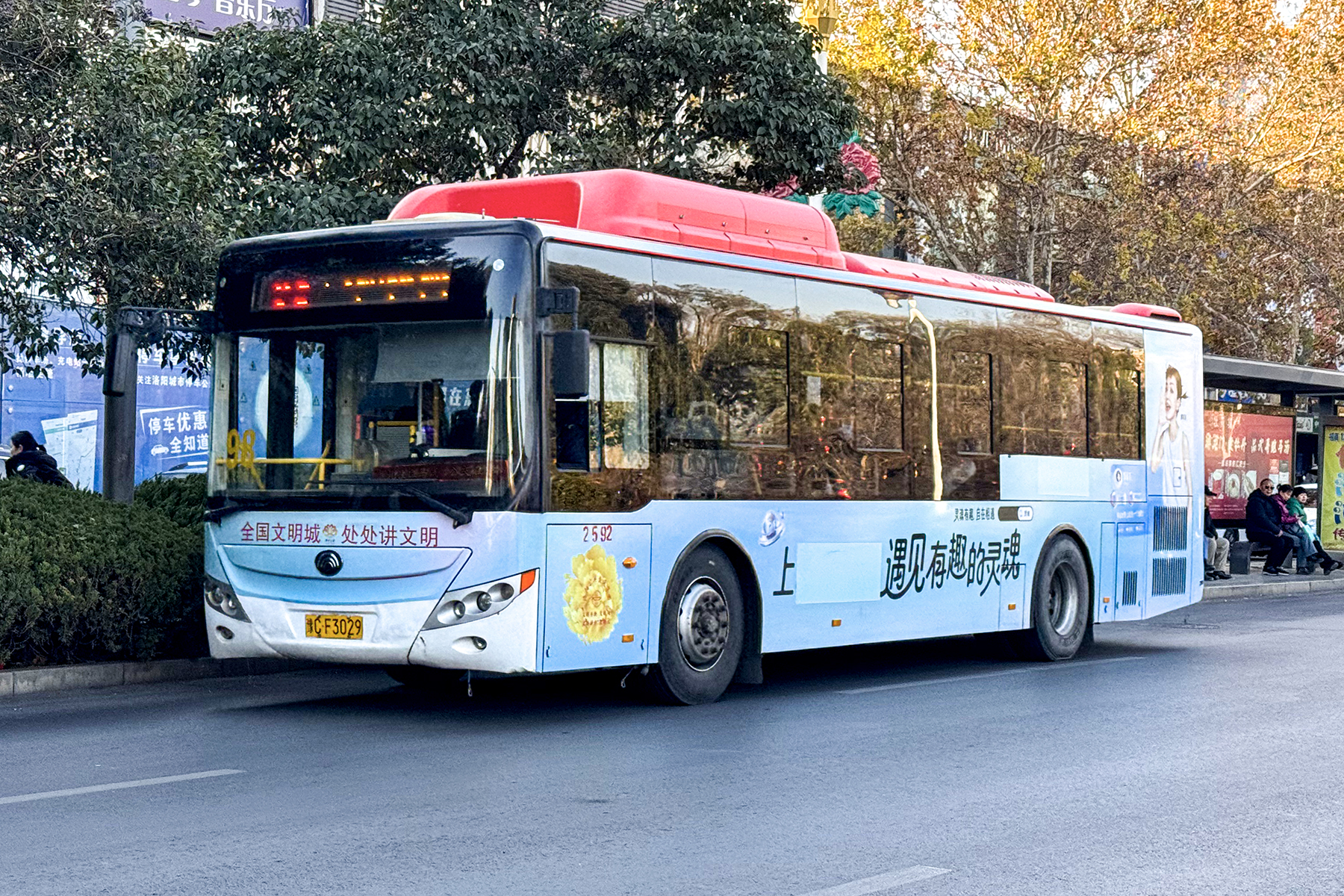
洛阳公交使用的宇通ZK6105CHEVNPG4

## 外部連結
- 鄭州宇通客車股份有限公司官方網頁（页面存档备份，存于）
- 台灣宇通官方網站
- 宇通校车-爱奇艺